# Wojska Powietrznodesantowe (ZSRR)
Wojska powietrznodesantowe (ros. Воздушно-десантные войска, Wozduszno-diesantnyje wojska, ВДВ) – radzieckie jednostki powietrznodesantowe będące częścią Armii Radzieckiej; elitarna formacja spadochroniarzy, intensywnie rozwijana w tym kraju w okresie przed i po II wojnie światowej.

## Historia

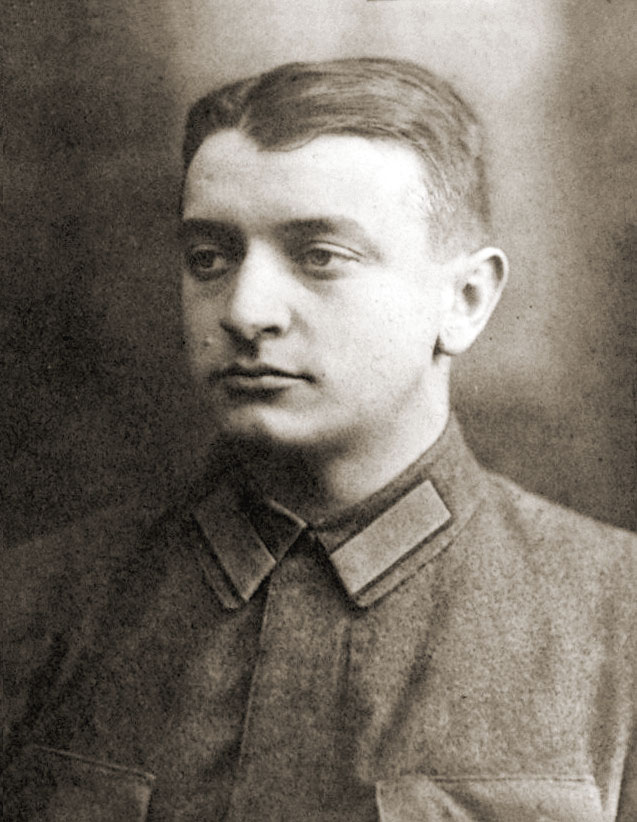
Michaił Tuchaczewski – twórca radzieckich wojsk powietrznodesantowych

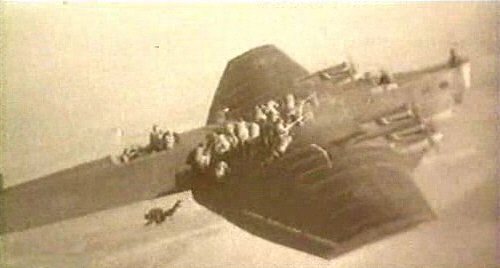
Lata 30 XX w. Desant radzieckich spadochroniarzy z bombowca TB-3

### Utworzenie i początki WDW

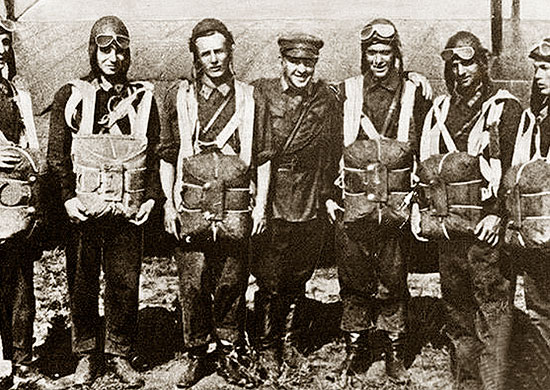
Grupa spadochroniarzy Ya.D. Moszkowski (z lewej) przed lądowaniem 2 sierpnia 1930

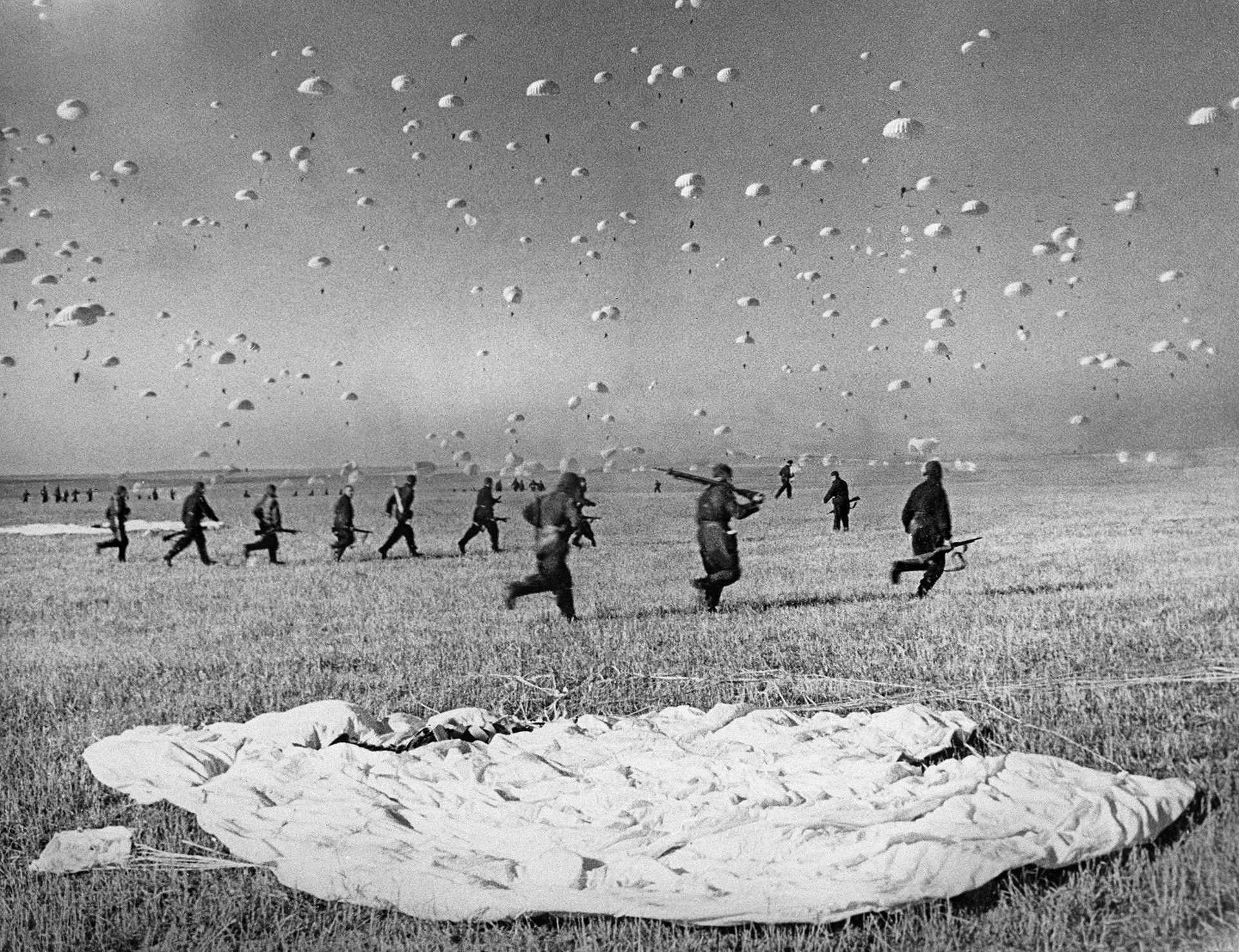
Manewry kijowskie z 1935 r. Zbieranie spadochroniarzy po wylądowaniu

Chociaż formowanie pierwszych jednostek powietrznodesantowych rozpoczęto w ZSRR w latach 30 XX w., ich idea narodziła się w tym kraju dużo wcześniej. Brała się ona z technologicznych aspiracji sowieckiej Rosji, która we wszelkiego rodzaju „nowinkach” pola walki poszukiwała alternatywy dla odrzucanego, tradycyjnego modelu armii zachodnich i przedwojennej armii carskiej.
Niewielkie grupy czerwonoarmistów przerzucano samolotami na pole walki już w latach 20 XX w. w Azji Środkowej podczas walk z basmaczami. 2 sierpnia 1930 dokonano pod Woroneżem pierwszego w historii ZSRR desantu spadochronowego. Z zakupionego we Francji dwupłatowego bombowca Farman Goliath desantowano 12 skoczków-ochotników, którym trzy Polikarpowy R-1 zrzuciły następnie sześć zasobników z bronią.
Idea użycia w walce piechoty zrzucanej na spadochronach z samolotów na tyłach wroga, pochodziła od teoretyków-wizjonerów ze środowisk oficerów lotnictwa i wojsk lądowych. Ich najwybitniejszym przedstawicielem był marsz. Michaił Tuchaczewski i to właśnie jego uważa się dzisiaj za twórcę radzieckich wojsk powietrznodesantowych. Pierwszą jednostkę powietrznodesantową utworzono w marcu 1931 na terenie podległego mu Leningradzkiego Okręgu Wojskowego. Eksperymentalna i nieetatowa jednostka nosiła nazwę Oddział Spadochronowo-Desantowy (Paraszutno-diesantnyj otriad – PDO), liczyła 164 żołnierzy, była w pełni zmotoryzowana i posiadała własne wsparcie 2 tankietek (T-27), 3 samochodów pancernych oraz artylerii w postaci moździerzy. Do wyłącznej dyspozycji oddziału znajdowało się 12 samolotów TB-1 i 10 maszyn R-5. Wkrótce jednostka otrzymała nazwę 3 Zmotoryzowany Oddział Powietrznodesantowy.
Radzieckie podejście do operacji powietrznodesantowych od samego ich zarania różniło się od tego, jakie przyjęto w Europie Zachodniej. Tuchaczewski postawił na samodzielne jednostki kombinowane z własnym transportem i wsparciem, dysponującymi stosunkowo dużą siłą ognia. Tymczasem w Niemczech, Wielkiej Brytanii i USA siły powietrznodesantowe składały się z jednostek o niewielkiej sile ognia i skromnych (albo żadnych) środkach transportowych.
W 1932 Rewolucyjna Rada Wojskowa podjęła decyzję o utworzeniu przy okręgach wojskowych lotniczo-desantowych jednostek, podporządkowanych dowództwu sił lotniczych. W tym samym roku ukazała się pierwsza oficjalna charakterystyka radzieckich jednostek powietrznodesantowych. Miały to być mobilne, taktyczne siły, zdolne do szybkich uderzeń na cele o żywotnym znaczeniu dla nieprzyjaciela typu mosty, lotniska, składy, linie zaopatrzenia. Tuchaczewski wątpił by lekko uzbrojona piechota, operująca z daleka od swoich baz, była w stanie przez dłuższy czas operować na tyłach wroga. Uważał, że skoczkowie powinni być zrzucani nad lotniskami i innymi dogodnymi do lądowania miejscami, opanowywać je i przygotowywać do lądowania głównych sił z ciężkim sprzętem i zaopatrzeniem. W 1933 podjęto kolejny krok w kierunku rozbudowy radzieckich sił powietrznodesantowych. Leningradzki 3 Oddział został powiększony do stanu brygady (3 Lotnicza Brygada Specjalnego przeznaczenia – 3 ABON). Plany z tego samego roku zakładały utworzenie 29 batalionów powietrznodesantowych, przydzielonych do korpusów piechoty stacjonujących w całym ZSRR. W sumie miały one liczyć ok. 8 000 ludzi. Mniej więcej w tym okresie zaczęto też oficjalnie używać nazwy WDW.
Ukoronowaniem burzliwego rozwoju wojsk powietrznodesantowych w ZSRR w I połowie lat 30. były wielkie manewry pod Kijowem w 1935 roku. Na lotnisko Browary z 50 bombowców TB-1 i TB-3 osłanianych przez myśliwce w dwóch rzutach zrzucono 1188 spadochroniarzy, którzy opanowali lotnisko i prowadzącą do niego drogę. Następnie na lotnisku wylądowały kolejne TB-3, które wysadziły 1765 żołnierzy regularnej piechoty, 1 czołg T-37, 10 dział i 6 ciężarówek. W ciągu niespełna 2 godzin lotnisko opanowało 3000 żołnierzy, którzy następnie odparli „pozorowany atak nieprzyjaciela”. Cała operacja wywarła olbrzymie wrażenie na zagranicznych obserwatorach wojskowych z Francji, Wielkiej Brytanii, Włoch i Niemiec. Wielu z nich było zdumionych skalą ćwiczeń. Zastępca francuskiego szefa sztabu gen. Loiseau zauważył: „Europa Zachodnia pozostała daleko w tyle!”. Francuzi dopiero dwa lata później zaczęli tworzyć pierwsze jednostki powietrznodesantowe w sile kompanii, Włosi ich śladem poszli w 1938, Anglicy pierwsze znaczące siły powietrznodesantowe stworzyli w 1940 roku. Obserwatorem ćwiczeń ze strony niemieckiej był płk Kurt Student, który rok później stworzył w Niemczech hitlerowskich pierwszą jednostkę Fallschirmjäger.
Rozwój jednostek powietrznodesantowych w ZSRR przerwała wielka czystka rozpoczęta przez Stalina w roku 1937. W tym samym roku ich twórca i gorący orędownik – Michaił Tuchaczewski – został z rozkazu Stalina oskarżony o spisek i rozstrzelany. Wielu dowódców WDW, w przeddzień II wojny światowej, rozstrzelano albo uwięziono. Szybki i ambitny proces rozbudowy sił powietrznodesantowych został zahamowany, jednak nie zatrzymano go całkowicie. W 1938 roku istniejące już trzy pułki spadochronowe zwiększono do stanu brygad i utworzono trzy dodatkowe jednostki w Moskiewskim OW w sile pułku. Zahamowano jednak całkowicie proces szkolenia w dużych operacjach desantowych i wstrzymano wszelkie prace projektowe w dziedzinie sprzętu.

### Pierwsze użycie bojowe

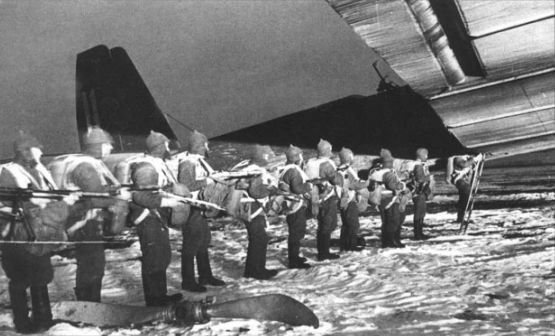
Spadochroniarze radzieccy w 1940

Chrzest bojowy WDW nastąpił w 1939 roku w Mongolii podczas konfliktu granicznego z Japonią. Trzy brygady – 201., 204., i 212. działały tam z powodu braku wystarczającej ilości samolotów, jako jednostki lekkiej piechoty. Jedna z nich, znajdująca się w odwodzie gen. Żukowa 212 brygada płk. Zatiewachina wzięła udział w bitwie nad rzeką Chałchin-Goł, szturmując z sukcesem wzgórze Fui. W czerwcu 1940 roku 214. brygada WDW, współdziałając z jednostkami 11 Armii i XVI Korpusu Specjalnego, miała być użyta podczas aneksji Litwy z zadaniem opanowania mostów na rzekach Niemen i Neris, jednak jej desant w rejonie Gaiżun ostatecznie odwołano na skutek nikłego oporu oddziałów litewskich. Również jako lekkiej piechoty użyto spadochroniarzy w wojnie z Finlandią w 1939–1940. Armia Czerwona przeprowadziła wówczas niewielkie desanty spadochronowe – zrzucano m.in. skoczków przebranych w fińskie mundury, jednak w sile nie większej niż pluton. Ogólnie, spadochroniarze w wojnie fińskiej, podobnie jak i inne jednostki radzieckie, wykazali szokujący brak przygotowania bojowego. Po raz trzeci spadochroniarze WDW weszli do akcji w czerwcu 1940 w rumuńskiej Besarabii. W maju 1940 Niemcy przeprowadzili na Zachodzie kilka udanych operacji powietrznodesantowych wspierających atak wojsk lądowych (m.in. zdobyli w Belgii fort Eben-Emael). Stalin chciał „popisać się” przed Hitlerem czymś podobnym – szybka operacja w stylu „blitzkriegu” oparta na uderzeniu sił zmotoryzowanych z towarzyszeniem desantów powietrznych miała również zatrzeć złe wrażenie po nieudolnie prowadzonej wojnie w Finlandii. 29 czerwca na północ od Białogrodu zrzucono 204 brygadę WDW z zadaniem opanowania miasta. Bez wcześniejszego rozpoznania rejonu zrzutu, z użyciem 97 samolotów TB-3, zrzucono 1372 spadochroniarzy, którzy ulegli znacznemu rozproszeniu. Jednak pod wieczór dwa bataliony brygady po 12 km. marszu wykonały zadanie. Kolejne dwa bataliony brygady, przy wsparciu czołgów 36 Brygady Pancernej i 25 Dywizji Piechoty zajęły Reni (30 czerwca) i Kaguł (1 lipca). 30 czerwca na Izmaił desantowano 201 brygadę (część żołnierzy wylądowała na TB-3 na miejscowym lotnisku, a część zrzucono na spadochronach bezpośrednio na miasto), która zajęła je bez walki. W operacji w Mołdawii użyta została również 214 brygada, która jednak nie wzięła udziału w walkach pozostając w odwodzie dowództwa sił lotniczych. Operacje powietrznodesantowe w Besarabii nie były prawdziwym testem bojowym, gdyż wojska radzieckie nie napotkały oporu. Pomimo wykonania postawionych zadań, sposób ich przeprowadzenia spotkał się z krytyką ze strony Zarządu Wyszkolenia Wojskowego Armii Czerwonej. Jednak ich sukces zachęcił naczelne dowództwo radzieckie do zwiększenia ich stanu i dalszego rozwoju. W kwietniu 1941 istniejące pięć brygad przekształcono w korpusy powietrznodesantowe, po trzy brygady każdy. Każdy z korpusów wyposażony był we własny batalion czołgów, eskadrę lotniczą i artylerię. Ich dowódcy podlegali bezpośrednio ministrowi obrony, a wiec WDW uzyskały samodzielność. Na papierze, miały stanowić potężną siłę, liczącą ok. 100 000 żołnierzy.

### Wojna z III Rzeszą

Flaga radzieckich WDW

Niemiecki atak sparaliżował radzieckie wojska powietrznodesantowe. Wielkie bombowce TB-3 – podstawowy ich środek transportu – były łatwym celem dla Luftwaffe. Korpusy powietrznodesantowe zmuszone zostały do walki jako zwykła piechota. Pierwszym z nich, który wszedł do boju był 5 KPD gen. Biezułego z Bałtyckiego OW. 28 czerwca uczestniczył on w składzie 27 Armii w próbie zlikwidowania niemieckiego przyczółka za Dźwiną w rejonie Dyneburga. Został rozbity przez czołgi 4 Grupy pancernej atakującej Leningrad. Również 28 czerwca do walki wszedł 4 KPD gen. Aleksieja Żadowa, który bezskutecznie usiłował zatrzymać natarcie 3. Dywizji Pancernej Wermachtu nad Berezyną. Korpus został rozbity, a jego niedobitki wycofały się pod Moskwę. Najcięższe walki WDW toczyły na Ukrainie. 1, 2 i 3 Korpus Powietrznodesantowy (3 KPD) uczestniczyły tam w obrony Kijowa. Tylko jeden z nich – 3 KPD – uniknął zagłady w kotle kijowskim. Został wycofany z miasta z zadaniem obrony Konotopu i przekształcony w 87. Dywizję Piechoty. W ciągu kilku pierwszych tygodni 1941 radzieckie wojska powietrznodesantowe w praktyce przestały istnieć. W październiku resztki 5 KPD (uzupełnione 10 i 201 brygadą) zostały przerzucone drogą lotniczą do Orła, gdzie włączyły się do obrony miasta.
Stawka już w sierpniu 1941 przystąpiła do odbudowy WDW. Do grudnia odtworzono od podstaw rozbite pięć korpusów, a ocalałe z czerwcowego pogromu niedobitki przekształcono w sześć samodzielnych brygad. We wrześniu utworzono również niezależne od lotnictwa dowództwo WDW podporządkowane bezpośrednio ministrowi (ludowemu komisarzowi) obrony. Wskutek szczupłości posiadanych lotniczych środków transportu, zmieniono jednak ich zadania. Zawężono je do współpracy z wojskami lądowymi w lokalnych operacjach, rajdów na tyły wroga celem niszczenia ich linii zaopatrzenia i różnych ważnych obiektów, wspomagania oddziałów partyzanckich i misji specjalnych. Z zadań tych WDW dość dobrze wywiązały się we wrześniu i grudniu 1941 w czasie walk o Odessę i Sewastopol jako wsparcie radzieckich desantów morskich. Ich sukces był powodem utworzenia przy Flocie Czarnomorskiej niedużych oddziałów powietrznodesantowych.
Pierwsza poważniejsza operacja WDW w czasie II wojny światowej miała miejsce w grudniu 1941 podczas bitwy o Moskwę. W nocy 14/15 grudnia pod Tierjajewą Słobodą na tyły wycofujących się przed naporem Frontu Kalinińskiego niemieckich wojsk zrzucono batalion radzieckich spadochroniarzy (415 ludzi). W ciągu 10-dniowego rajdu zniszczyli oni 29 mostów i wielokrotnie atakowali niemieckie pociągi i kolumny wojskowe. Ich sukces, w gruncie rzeczy mało istotny dla przebiegu całości walk, zachęcił dowództwo radzieckie do zwiększenia roli WDW w operacjach frontowych.

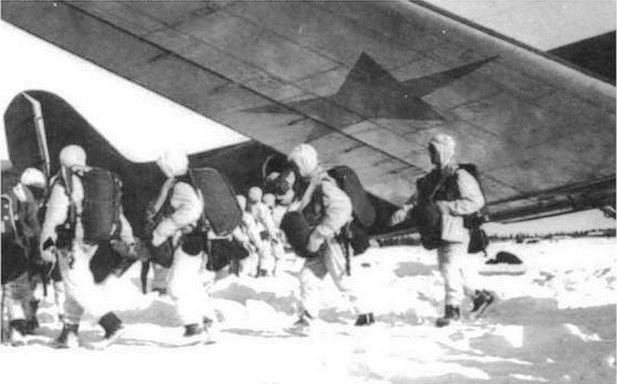
Załadunek radzieckich spadochroniarzy podczas jednej z operacji desantowych zimy 1942 roku

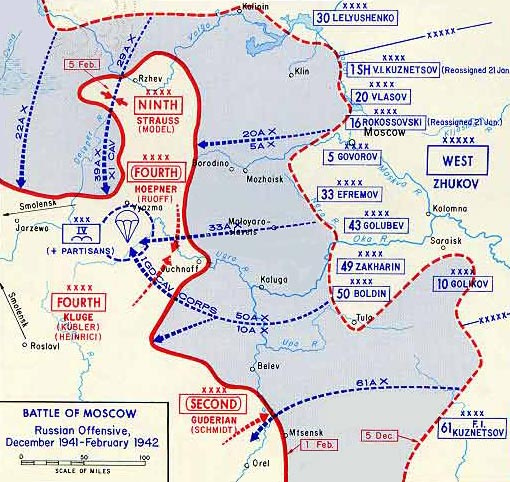
Mapa bitwy pod Moskwą z zaznaczonym desantem spadochronowym pod Wiaźmą przeprowadzonym w styczniu 1942 roku

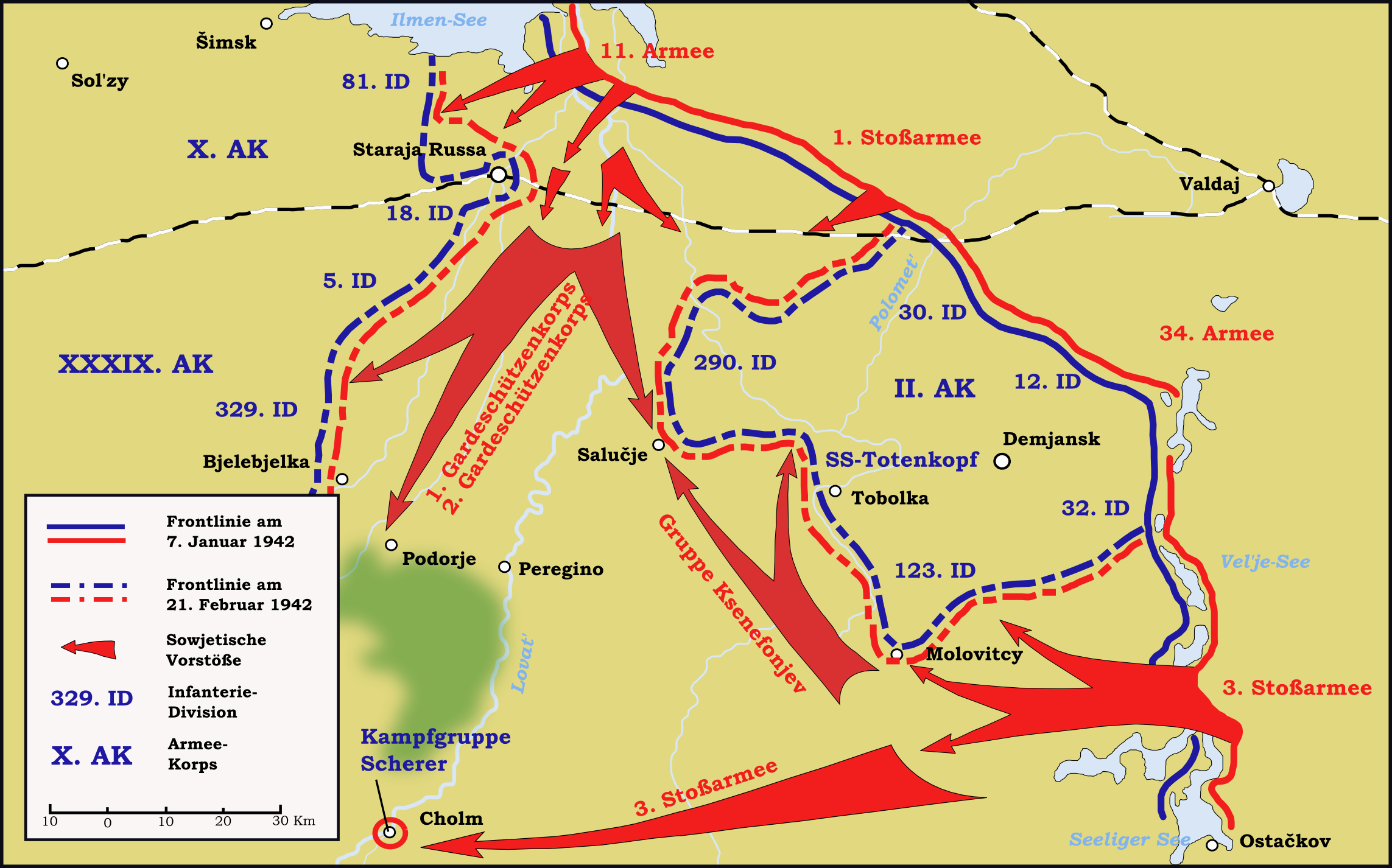
Kocioł demiański – największe i najkrwawsze pole bitwy radzieckich WDW podczas II wojny światowej

W styczniu 1942, podczas ambitnej ofensywy radzieckiej, mającej okrążyć niemiecką Grupę Armii „Środek”, przeprowadzono cztery operacje powietrznodesantowe. W ciągu dwóch nocy poprzedzających rozpoczęcie ofensywy (5 stycznia), planowano przerzucić w rejon ważnego węzła komunikacyjnego Miedyń 1850 ludzi z zadaniem przerywania niemieckich linii komunikacyjnych i dróg zaopatrzenia. Główne siły desantu miały lądować na lotnisku Fatjanowo, które wcześniej mieli zając spadochroniarze. Operacja ta nie osiągnęła swoich celów – na skutek silnego ognia niemieckiej artylerii p.lot. duża część spadochroniarzy uległa rozproszeniu podczas zrzutu, a niektóre samoloty zmuszone były zawrócić do bazy ze spadochroniarzami na pokładzie. Lotnisko, które miało posłużyć do wysadzenia głównych sił nie zostało zdobyte. Pomimo tego niepowodzenia, podobną operację przeprowadzono w połowie stycznia w rejonie Wiaźmy i pobliskiego lotniska Znamienka. 18 stycznia, 452 spadochroniarzy zrucono pod Znamienką. Na skutek złej pogody i niedoświadczonych pilotów zrzut uległ dużemu rozproszeniu. Nie udało się zdobyć dobrze bronionego lotniska. Główne siły desantu wylądowały więc na prowizorycznie przygotowanym lądowisku koło Plesniewa. Pomiędzy 20 i 22 stycznia wylądowało tu 1100 żołnierzy regularnej piechoty. Byli to jednak w większości rekruci, nie potrafiono odnaleźć zasobników, niemiecka obrona była dobrze zorganizowana, a sami Rosjanie dysponowali słabym rozpoznaniem sił przeciwnika. W dwóch kolejnych próbach nie udało się zając lotniska w Znamience, nie wysadzono ważnego mostu na Ugrze. Kilka rozbitych, niedużych garnizonów i placówek niemieckich, okupionych stosunkowo dużymi stratami było jedynym efektem tej operacji. Pod koniec stycznia 1942, na osobisty rozkaz Stalina przeprowadzono największą podczas tej wojny radziecką operację powietrznodesantową. Na zachód od Wiaźmy postanowiono zrzucić IV KPDS, pozostający od czasu czerwcowego pogromu w rezerwie. Miał on za zadanie utworzenia połączenia pomiędzy 33 A atakującą od północy i I KKGw nacierającym od południa i tym samym odcięcie Niemcom drogi na Zachód. Za główny cel zrzutu i bazę desantu wybrano Kaługę. Operacja rozpoczęta 27 stycznia i prowadzona w kilku rzutach do 1 lutego zakończyła się niepowodzeniem z powodu złego rozpoznania, braku odpowiedniej ilości środków transportowych, rozproszenia skoczków i zasobników ze sprzętem (większości nie odnaleziono). Rosjanom nie udało się zdobyć Wiaźmy, a próby zamknięcia Niemców w kotle zakończył udany kontratak niemieckiej 11 dyw. panc. i 106 dyw. piech. w dniu 11 lutego. 16 lutego w rejonie Wiaźmy przeprowadzono kolejny desant siłami jednego batalionu z 204 brygady. Spadochroniarze wylądowali w kotle rżewskim z zadaniem wsparcia odciętych żołnierzy 29 armii. W rejonie walk zrzucono tylko 312 spadochroniarzy (reszta samolotów nie odnalazła wyznaczonych miejsc zrzutu) z czego udało się zebrać tylko 166. Garstka ta nie mogła mieć wpływu na bieg walk i 22 lutego wyszła wraz z niedobitkami radzieckimi z kotła. Pomiędzy 17 a 23 lutego 1942, w rejonie Żełania (30 km na południe od Wiaźmy) przeprowadzono kolejną operację powietrznodesantową. Miała ona wesprzeć ofensywę 49 A i 50 A na Juchnow. W ciągu tygodnia zrzucono 7300 spadochroniarzy z IV KPDS, z czego zebrano ok. 5000 żołnierzy. Pomimo dostarczanego drogą lotniczą zaopatrzenia, wykrwawili się oni w ciągu kilkutygodniowych walk o kontrolę nad szosą warszawską i w początkach kwietnia, zdolność bojową zachowało jedynie 500 spadochroniarzy. Zostali oni ostatecznie rozbici podczas niemieckiej operacji „Hanower” w czerwcu 1942. We wszystkich czterech operacjach powietrznodesantowych w rejonie Wiaźmy, przeprowadzonych w pierwszych miesiącach 1942 roku Rosjanie użyli 14 000 żołnierzy zrzuconych na spadochronach lub przerzuconych samolotami. Ocalało z nich mniej niż 2000, w głównej mierze trafiając do niemieckiej niewoli lub przyłączając się do oddziałów partyzanckich.
Jednocześnie z walkami pod Wiaźmą, bardziej na północ, Rosjanie przeprowadzili kolejną ofensywę, która zakończyła się zamknięciem w kotle pod Demiańskiem szesnastu dywizji niemieckiej 16 A. Również i w tej operacji użyto spadochroniarzy WDW. Odtworzony od podstaw I KPDS miał niepostrzeżenie, poruszając się na nartach przekroczyć linie niemieckie i wziąć do niewoli dowódcę sił niemieckich – gen. von Brockdorff-Ahlefeldta oraz zająć lądowiska koło Demiańska. W ciągu dziesięciu kolejnych nocy (w małych grupach, aby pozostać niezauważonymi) pomiędzy 6 a 16 czerwca do kotła przeniknęły trzy brygady korpusu. Niemcy, po nieustannych zrzutach zaopatrzeniowych radzieckich samolotów w końcu zorientowali się, że mają nieproszonych gości i nie dali się zaskoczyć. Dwa radzieckie ataki na życiodajne dla Niemców lądowiska w rejonie Demiańska zostały odparte z dużymi stratami dla spadochroniarzy. Tak dużej ilości żołnierzy, tak daleko od własnych linii, Rosjanie nie byli w stanie skutecznie zaopatrywać. Wykrwawieni spadochroniarze podjęli dwie próby przebicia się do własnych linii – 28 i 29 marca. Obydwie były nieudane i okupione dużymi stratami. Rozbici ostatecznie 29 marca przez oddziały dywizji SS „Totenkopf”, małymi grupami przedzierali się na wschód. Z 7500 spadochroniarzy użytych w tej akcji ocalało 900, tj. straty wyniosły blisko 90%. Była to największa i najbardziej krwawa operacja WDW w czasie tej wojny. Niepowodzenie operacji demiańskiej spowodowało, że dowództwo radzieckie przez blisko rok nie przeprowadzało żadnych większych operacji powietrznodesantowych. Istniejące formacje WDW skierowano na front, wykorzystując je jako zwykłą piechotę (zmieniono nawet ich nazwy z korpusu powietrznodesantowego na dywizja piechoty). Kilka samodzielnych brygad, w niewielkich grupach żołnierzy, wykorzystywane było głównie jako wsparcie oddziałów partyzanckich na Ukrainie i Białorusi.
We wrześniu 1943 dowództwo radzieckie zdecydowało się na przeprowadzenie kolejnej dużej operacji powietrznodesantowej, ostatniej, radzieckiej w II wojnie światowej. W nocy 24/25 września zrzucono pod Bukrinem za Dnieprem trzy brygady WDW (w sumie 4 575 spadochroniarzy) z zadaniem uchwycenia przyczółków na lewym brzegu. Wskutek mylnego rozpoznania (cześć oddziałów zrzucono na pozycje doborowych jednostek niemieckich, ponad 200 spadochroniarzy omyłkowo zrzucono na brzegu opanowanym przez Armię Czerwoną) i rozproszenia zrzutu desant zakończył się niepowodzeniem już w pierwszej fazie – podczas lądowania Niemcy zabili lub wzięli do niewoli 900 spadochroniarzy. W ciągu następnych kilku dni blisko połowa skoczków zginęła lub dostała się do niewoli (2200). Reszta w listopadzie wzięła udział w poszerzaniu przyczółka pod Czerkasami. Do końca wojny żołnierzy WDW używano jako zwykłej piechoty. Na małą skalę żołnierzy WDW użyto także w czasie wojny z Japonią podczas operacji kwantuńskiej. Pomiędzy 16 a 27 sierpnia 1945 w ponad dwudziestu niedużych desantach użyto 17 tys. spadochroniarzy przerzucanych na lub za linię frontu głównie za pomocą lądujących na lotniskach samolotów Li-2.

### Po II wojnie światowej

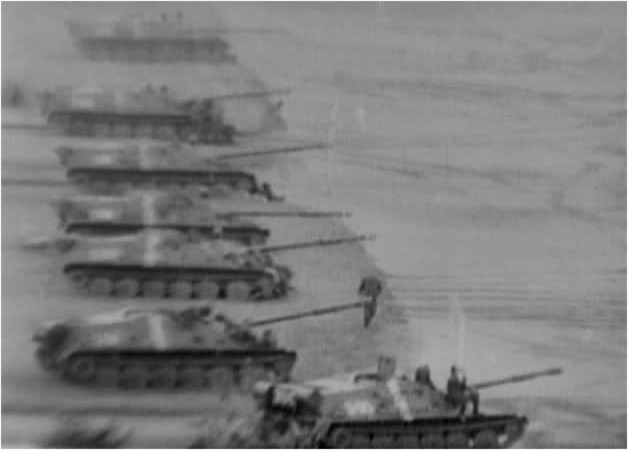
ASU-85 radzieckich spadochroniarzy podczas inwazji na Czechosłowację (sierpień 1968)

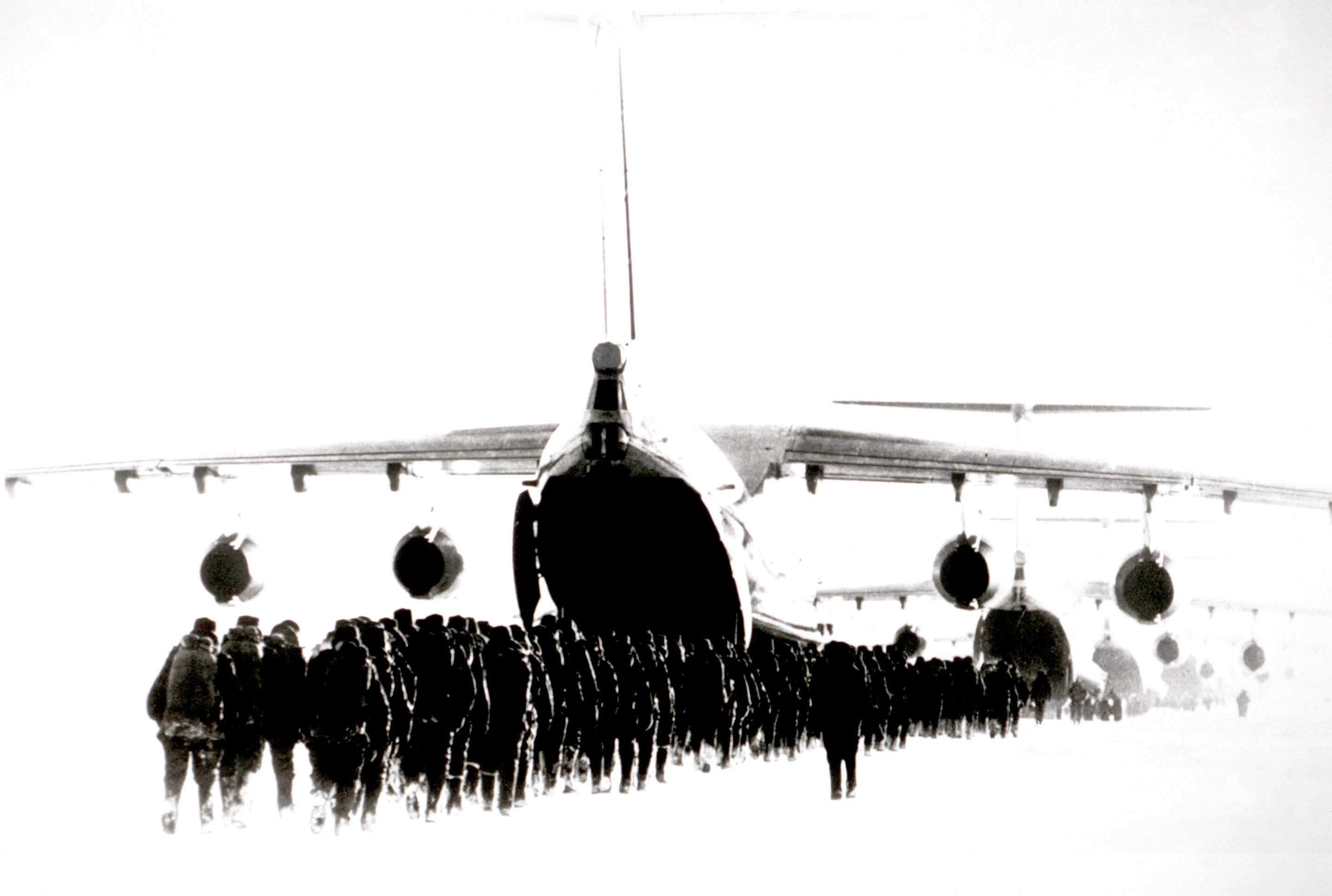
Załadunek radzieckich spadochroniarzy do Iłów-76

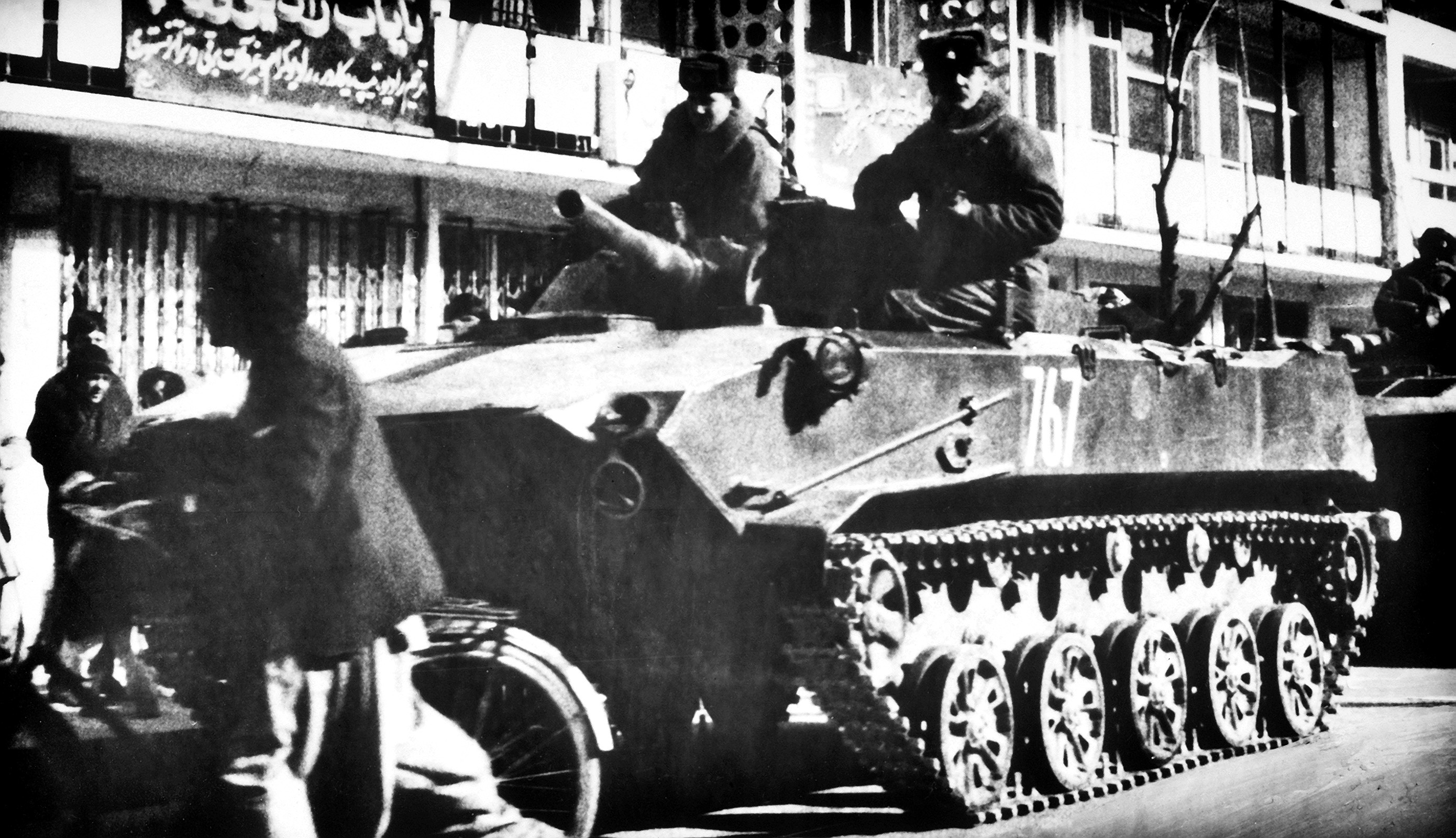
Radzieccy spadochroniarze w Kabulu – 1986 rok

Pomimo porażek w okresie wojennym, sukcesy sił powietrznodesantowych na zachodnim teatrze działań wojennych powstrzymały dowództwo radzieckie od ich likwidacji w ZSRR. Jednak od 1946 roku aż do śmierci Stalina w 1953 pozostawały one w odwodzie strategicznym naczelnego dowództwa i funkcjonowały w ramach wojsk lądowych. W czasie odwilży 1956 podporządkowano je Sztabowi Generalnemu, a w 1964 ministrowi obrony. Po raz pierwszy po II wojnie światowej radzieckie WDW zostały użyte w czasie tłumienia rewolucji na Węgrzech w 1956. W operacji „Wicher” (interwencja radziecka na Węgrzech) wzięły udział dwa pułki (114 i 381) ze 31 gwardyjskiej dyw. powietrznodesantowej, które w dniach 30 października – 4 listopada opanowały lotnisko i garnizon w Veszpremie. Dwa kolejne pułki (80 i 108) z 7 gw. dywizji powietrznodesantowej brały udział w zdobyciu Budapesztu (4–10 listopada). W sumie straty WDW podczas operacji węgierskiej zamknęły się liczbą 97 zabitych i zaginionych i 265 rannych. Radzieckie dowództwo wysoko oceniło udział spadochroniarzy w tej operacji (zupełnie nie dostrzegając, że użyło doborowych jednostek przeciwko głównie grupom uzbrojonych cywili). Ocena ta, oraz rozwój lotniczych środków transportowych i różnego rodzaju ogniowych środków wsparcia piechoty, spowodowały, że w ZSRR zaczęto ponownie przypisywać im ważną rolę w przyszłych konfliktach. We wrześniu 1967 radziecki sztab generalny zorganizował olbrzymie ćwiczenia wojsk WDW, połączone z największymi w powojennej historii ZSRR manewrami „Dniepr”. W ich trakcie, w ciągu zaledwie 22 min. zrzucono na spadochronach całą 76 gw. dywizję powietrznodesantową – 8 tys. spadochroniarzy wraz z działami samobieżnymi ASU-57. Był to największy desant spadochronowy od czasów operacji „Varsity” z 24 marca 1945, czyli przekroczenia przez Aliantów Renu na północ od Zagłębia Ruhry. W sierpniu 1968 radzieckie WDW zostały kolejny raz użyte do przywracania „porządku” w obozie socjalistycznym – wzięły udział w pacyfikacji Czechosłowacji. W operacji o kryptonimie „Dunaj” użyto 7 dyw. powietrznodesantowej, która 21 sierpnia opanowała Pragę, lądując na podmiejskim lotnisku Ruzyně. Oddziały nie napotkały żadnego oporu ze strony armii czechosłowackiej, a ich straty wyniosły jedynie 11 zabitych i 87 rannych. W czasie wojny Jom Kipur w 1973 w stan podwyższonej gotowości postawiono trzy dywizje WDW, które miały posłużyć jako siły interwencyjne. Nie jest jasne, czy Kreml poważnie rozważał wysłanie spadochroniarzy na Bliski Wschód, jednak mobilizację przeprowadzono ostentacyjnie – tak by nie uszła uwadze amerykańskiego wywiadu. Radzieccy „doradcy” z WDW brali nieoficjalny udział w konflikcie somalijsko-etiopskim (1977-1978), nadzorując udany desant sił kubańskich na tyły Somalijczyków pod Dżidżigą w marcu 1978 roku. Straty radzieckie w tej operacji wyniosły 14 zabitych. W latach 1979–1989 żołnierze radzieckich WDW brali udział w interwencji radzieckiej w Afganistanie od dosłownie pierwszych do ostatnich jej godzin. Pierwsi żołnierze tej formacji znaleźli się w Bagramie już 7 lipca 1979 działając w ramach tzw. „batalionu muzułmańskiego” – specjalnej, nieetatowej formacji stworzonej z żołnierzy narodowości tadżyckiej i uzbeckiej znających także języki paszto, dari (co dodatkowo ważne aparycją bliscy Afgańczykom), pełniących służbę w 15 Wydzielonej Brygadzie Specjalnego Przeznaczenia. 27 grudnia 1979 żołnierze tego batalionu wzięli udział w szturmie pałacu prezydenta H.Amina. 15 lutego 1989 kompania WDW była ostatnią jednostką która przechodząc przez most na granicznej Amu-darii opuściła Afganistan. W okresie pomiędzy tymi datami żołnierze WDW brali udział w bardzo wielu operacjach wojsk radzieckich w Afganistanie, m.in. wieloletnich walkach w dolinie Panczsziru, operacjach: „Magistrala” i „Tajfun”. Najsłynniejszą jednostką WDW walczącą w Afganistanie był 345 Gwardyjski Wydzielony Pułk Spadochronowy. Największa operacja powietrznodesantowa radzieckich WDW w Afganistanie miała miejsce w maju 1982 roku w czasie ofensywy „Panczszir-82”, kiedy na tyły mudżahedinów zrzucono na spadochronach lub przerzucono śmigłowcami 4 000 żołnierzy. Była to najbardziej udana operacja radziecka w Panczszirze (w sumie przeprowadzono ich aż 13), która doprowadziła do krótkotrwałego wyparcia oddziałów Massuda z całej doliny. W latach 1988–1992 oddziały WDW brały udział w konflikcie etnicznym o Górski Karabach. W kwietniu 1989 na rozkaz Gorbaczowa tłumiły w Tbilisi rozruchy Gruzinów, a w styczniu 1991 w manifestacje niepodległościowe w Wilnie. Kilka miesięcy później odegrały istotną rolę w puczu Janajewa w sierpniu 1991. Były to ostatnie „akcje” radzieckich WDW. Dwaj czołowi politycy „jelcynowskiej Rosji” – Paweł Graczow i Aleksander Lebiedź wywodzili się z jednostek WDW.

### Rosyjskie WDW
W chwili upadku ZSRR (1991) radzieckie WDW liczyły siedem dywizji (7, 76, 98, 103, 104 i 106 gwardii oraz 242 szkolna) oraz jedenaście samodzielnych brygad (11, 13, 21, 23, 36, 37, 38, 40, 56, i 83 powietrznodesantowe oraz 35 desantowo-szturmowa) rozlokowanych na terenie całego ZSRR. Było to blisko 77 000 żołnierzy – dwukrotnie więcej niż wszystkie pozostałe jednostki powietrznodesantowe na świecie razem wzięte. Po rozpadzie ZSRR (1991) i porażce stworzenia wspólnych sił zbrojnych w ramach WNP (1993), siły WDW uległy poważnemu uszczupleniu. Część jednostek znalazła się w ramach nowo powstałych sił zbrojnych Ukrainy, Białorusi, Uzbekistanu i Kazachstanu.

## Sprzęt

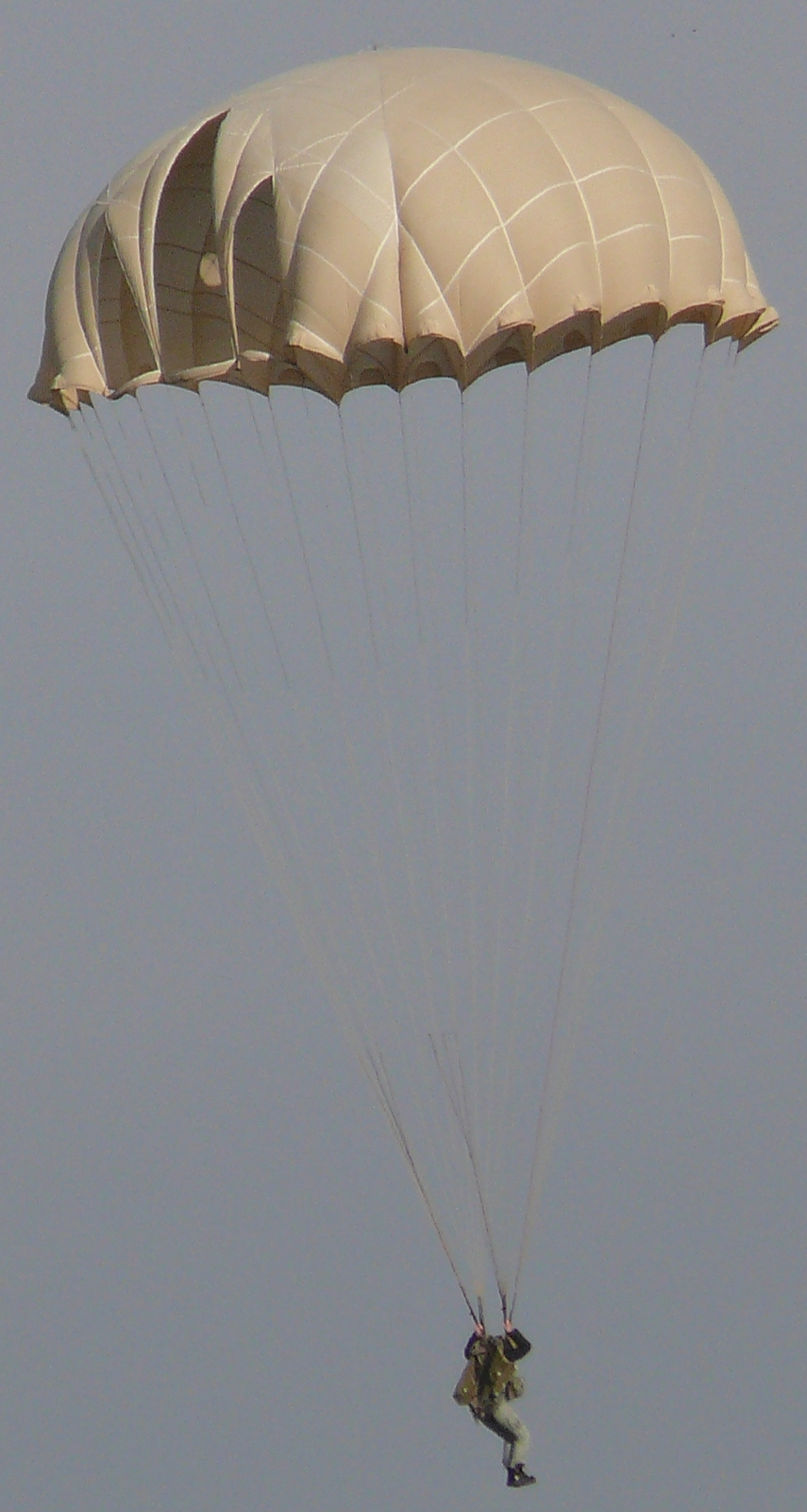
Spadochron D-1 (wersja 5u)

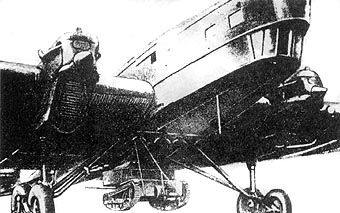
Jedna z pierwszych prób desantowania ciężkiego sprzętu w latach 30. – tankietka T-27 podwieszona pod bombowcem TB-3

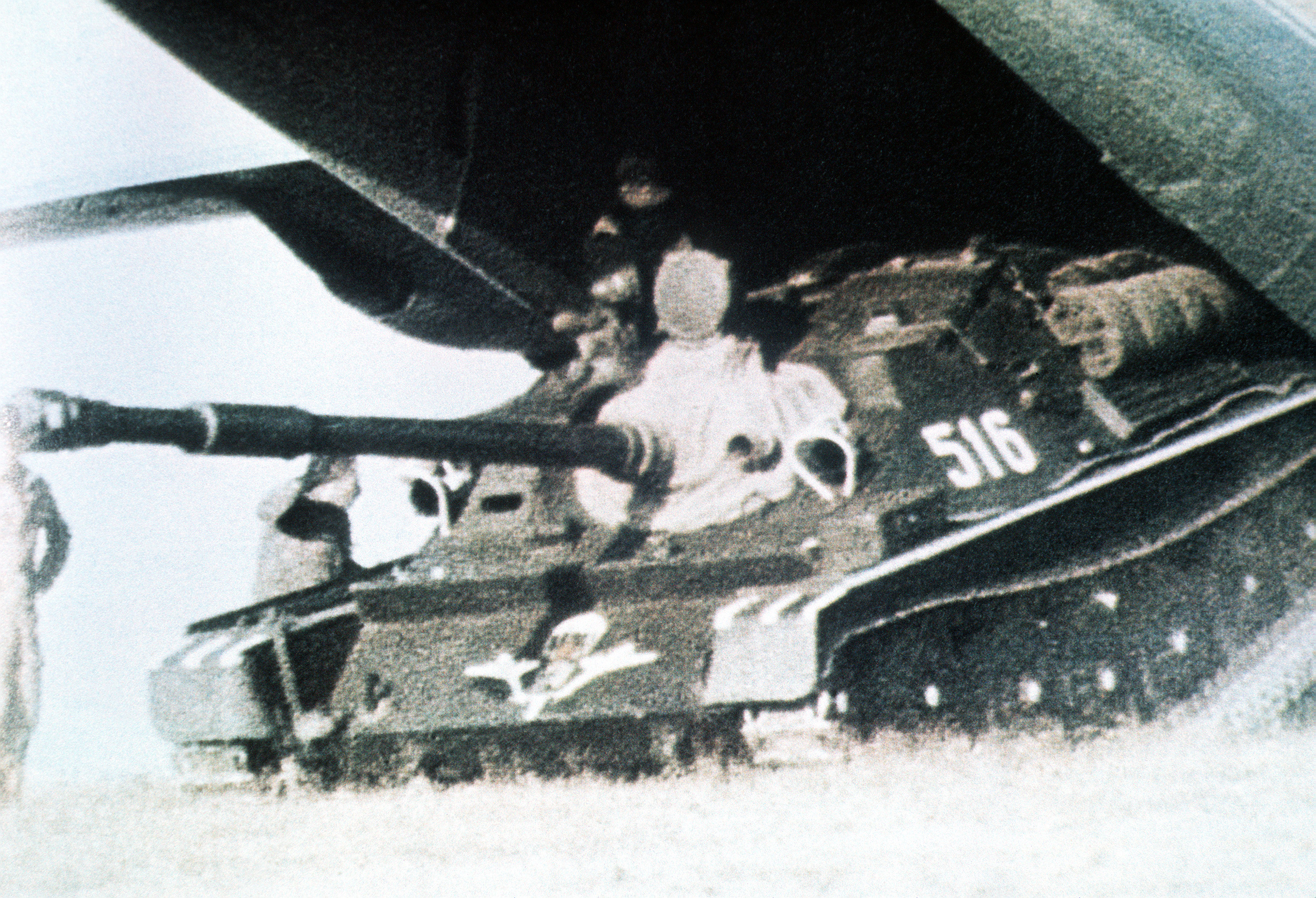
ASU-85 na rampie AN-12

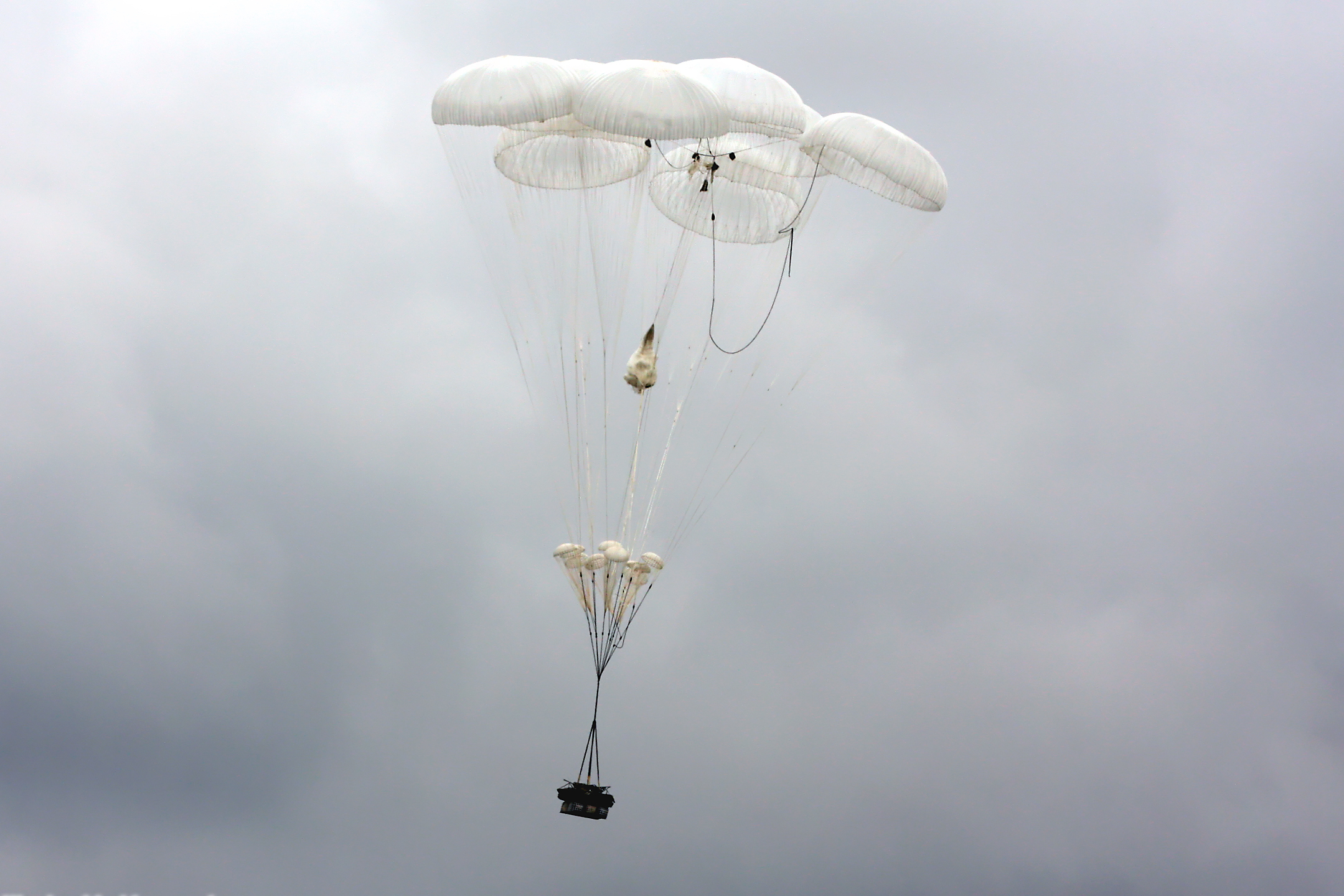
Desantowanie ciężkiego sprzętu za pomocą spadochronowego systemu wieloczaszowego

O ile na świecie spadochron w latach 20. XX w. był już dość rozpowszechnionym wynalazkiem, w ZSRR wciąż pozostawał praktycznie nieznany. Po raz pierwszy Rosjanie użyli go w czasie I wojny światowej dopiero w lipcu 1917 roku, a do roku 1925 w Armii Czerwonej wykonano jedynie 65 skoków spadochronowych z balonu na uwięzi. W 1927 rząd radziecki zakupił w USA kilkaset spadochronów marki „Irvin”, a w 1930 rozpoczęto rodzimą produkcję ich kopii PD-1 firmowanych nazwiskiem Michaiła Sawickiego. Kolejne jej wersje rozwojowe, zastąpiono w 1934 w pełni radziecką konstrukcją PŁ-3 projektu Nikołaja Łobanowa z kwadratową czaszą. Od 1929 projektowaniem sprzętu specjalnie dla wojsk powietrznodesantowych zajmowało się biuro konstrukcyjne Pawła Grochowskiego przy Naukowo-Badawczym Instytucie Sił Lotniczych. To właśnie w tym biurze narodził się, wykorzystywany do dzisiaj, pomysł desantowania skoczków przy pomocy statycznej liny desantowej do automatycznego otwierania spadochronów. Również zespół Grochowskiego podjął pierwsze udane próby desantowania sprzętu ciężkiego (podwieszanego pod kadłubem) takiego jak tankietki, haubice itp. Prace zespołu przerwała jego likwidacja w okresie wielkiej czystki lat 1937–1939. W 1946 roku utworzono w Moskwie Spadochronowy Instytut Inżynieryjno-Badawczy. Pierwszym powojennym spadochronem radzieckim był, również kwadratowy, PD-47 wprowadzony w 1948. W 1955 zastąpił go okrągłoczaszowy T-4, w 1959 wprowadzono D-1, a w 1969 D-5. Jego następcą był D-6, którego czwarta z kolei modyfikacja używana jest w WDW do dziś. Od 2006 roku zastępowany jest on spadochronem D-10. Pierwszym powojennym radzieckim spadochronem towarowym był PG-125-47, który zastąpił wojenny PG-8. Pod koniec lat 40. rozpoczęto w ZSRR pierwsze poważniejsze próby zrzucania za pomocą spadochronów cięższych ładunków umieszczonych na platformach, takich jak artyleria i pojazdy. Pod koniec lat 60. do użycia w wojskach powietrznodesantowych wprowadzono wieloczaszowy spadochron towarowy (MKS-350-9), który umożliwiał zrzucanie pojazdów bojowych (system „Kientawr”). Został on w 1976 roku zastąpiony systemem PRSM-915 „Rieaktawr”, na który składał się jeden duży spadochron i rakietowy silnik hamujący, spowalniający siłą odrzutu prędkość opadania tuż nad ziemią.

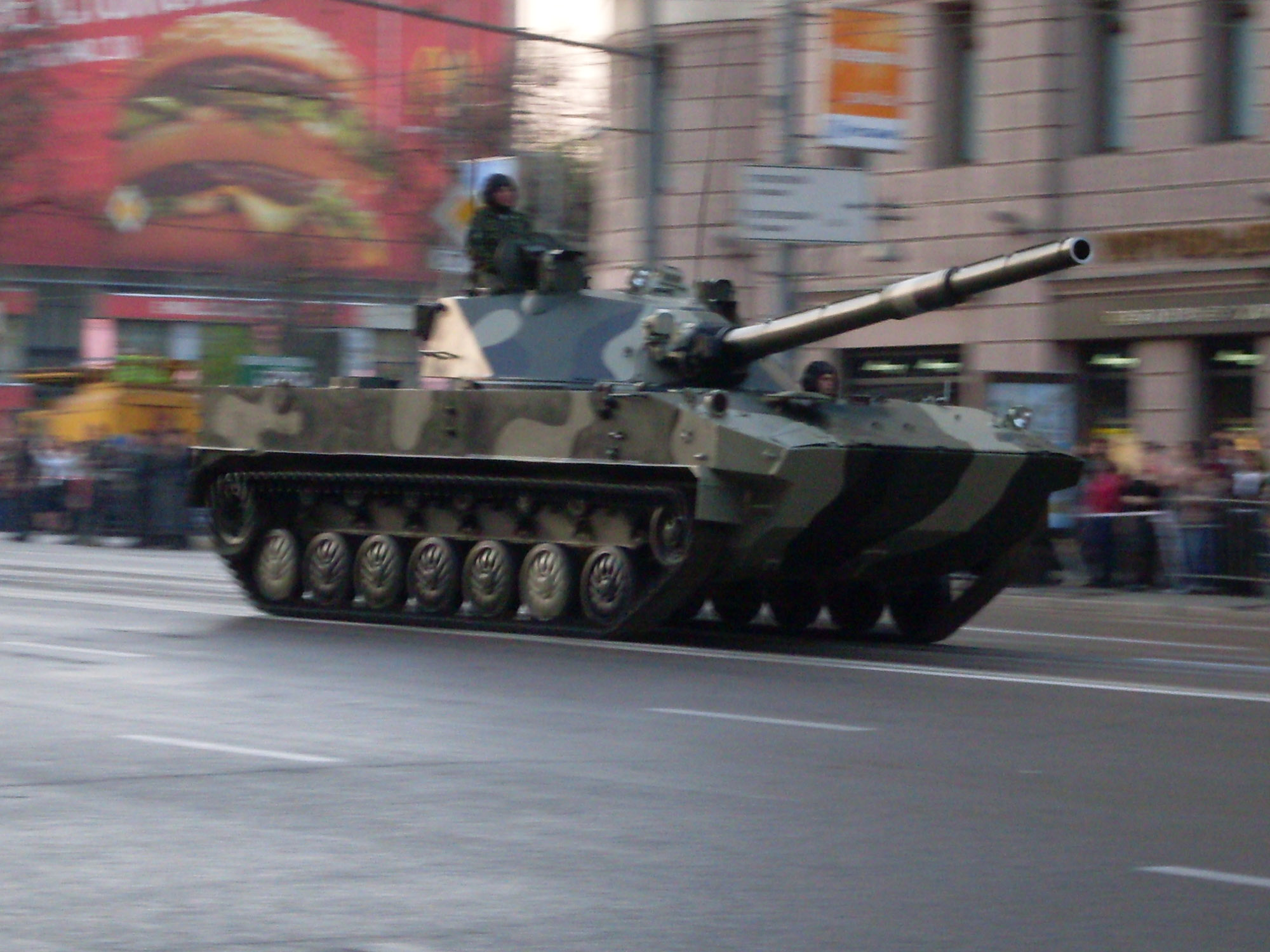
Wprowadzony do uzbrojenia w 2006 roku lekki niszczyciel czołgów 2S25 Sprut-SD

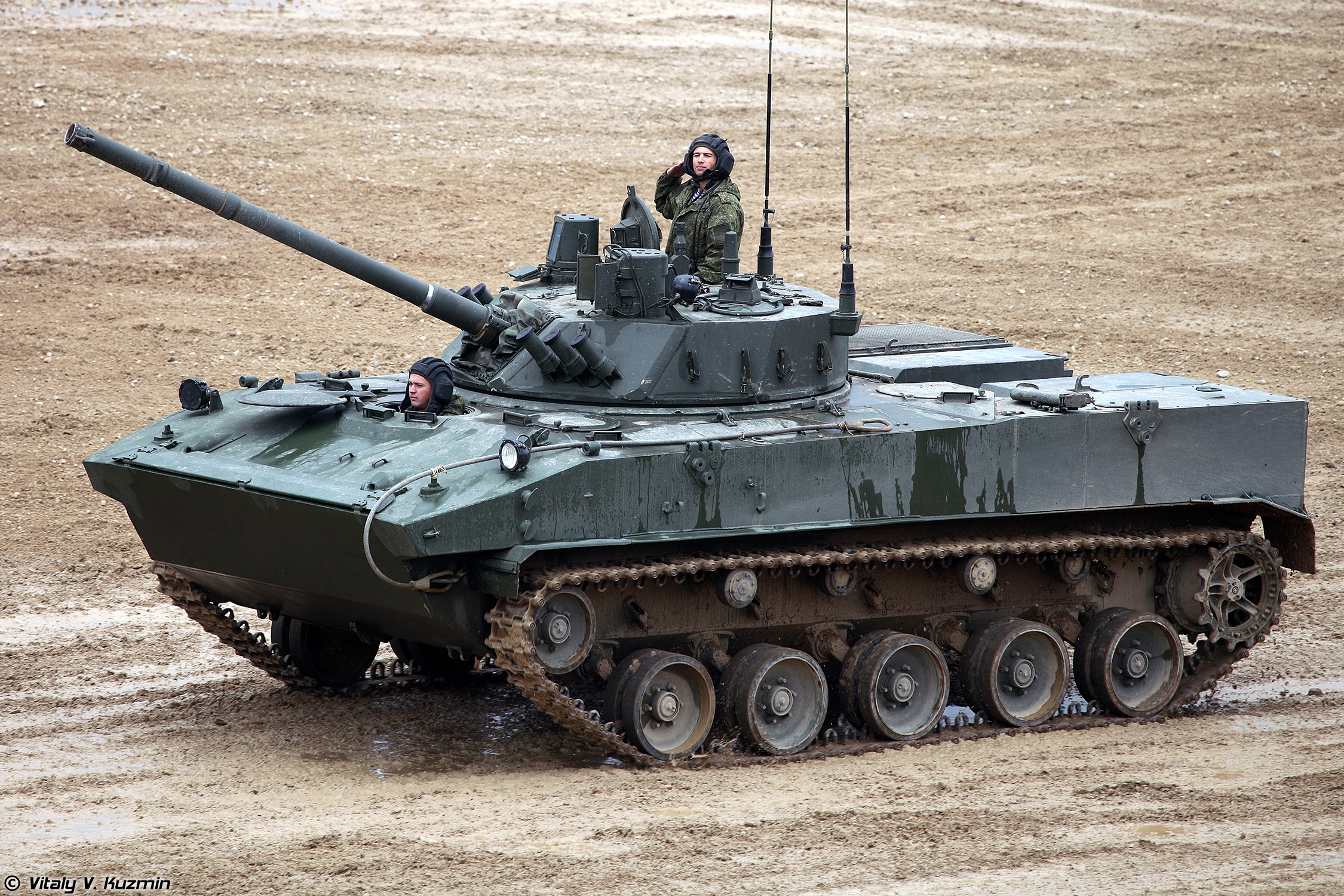
BMD-4M – powietrznodesantowa wersja czwartego z kolei modelu pojazdów BMD znajdującego się na wyposażeniu WDW

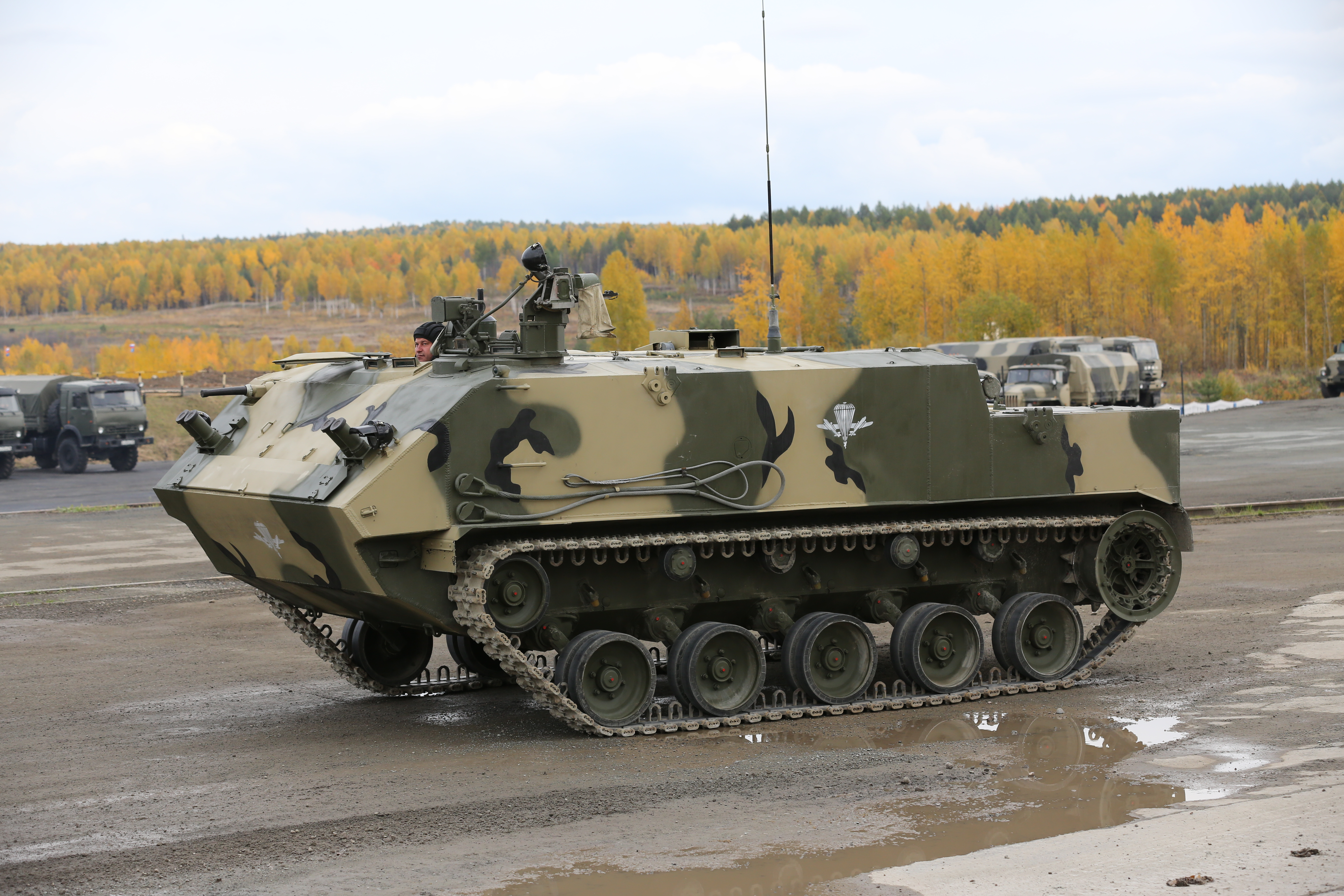
BTR-MDM „Rakuszka” – najnowsza wersja „uzupełniającego” pojazdu transportowego z rodziny BTR, wprowadzona na uzbrojenie WDW

Samolotami jakich początkowo używały jednostki radzieckie do desantowania skoczków były bombowce Tupolew TB-1 i Tupolew TB-3 oraz Polikarpow R-5. Były to jednak samoloty nieprzystosowane do zrzucania spadochroniarzy (skoczkowie z braku odpowiednio dużych drzwi czy luku, w pierwszej fazie desantu wychodzili na skrzydło, a następnie ześlizgiwali się z niego nad miejscem zrzutu) i zbyt cenne dla armii jako bombowce. W 1939 roku rozpoczęto w ZSRR produkcję licencyjnego Douglasa DC-3, którego wojskowa wersja w ZSRR otrzymała nazwę Li-2. Przez całą II wojnę światową, aż do końca lat 40. był to podstawowy samolot transportowy nie tylko oddziałów WDW, ale również całej Armii Czerwonej. Wykorzystywano również oryginalne „Dakoty” (w wersji wojskowej C-47), dostarczane w ramach „Lend Lease”. W latach 40. i 50. do uzbrojenia WDW trafiły transportowe konstrukcje Iliuszyna – Ił-12 (od 1946) i Ił-14 (od 1953). Od 1947 uzupełniono je również kopiami amerykańskich „Superfortec” – Tu-4, które przystosowano do zrzucania aluminiowych kontenerów z ciężkim sprzętem (P-90). Od 1947 na wyposażeniu WDW znajduje anachroniczny An-2 wykorzystywany po dziś dzień jako maszyna szkoleniowa. Był to pierwszy samolot z serii konstrukcji Antonowa wykorzystywany przez radzieckich spadochroniarzy. Kolejne: An-8 i An-12, które weszły do eksploatacji w 1959 roku, dzięki tylnej rampie umożliwiały desantowanie ciężkich ładunków. W 1952 roku radzieckie WDW miały do swojej dyspozycji ok. 1000 samolotów. Flota ta w razie potrzeby (tj. wojny) mogła być wzmocniona maszynami „Aerofłotu”. Pod koniec lat 60. WDW zaczęły używać jednego z najlepszych swoich samolotów – An-22. Zaprojektowany na zamówienie WDW wszedł do służby w 1967 roku i był jedną z największych maszyn transportowych na świecie (ustępując jedynie amerykańskiemu C-5 „Galaxy”), zdolną do przenoszenia czołgów i innego ciężkiego sprzętu. Ukoronowaniem marzeń radzieckich spadochroniarzy o pełnym zmechanizowaniu wojsk WDW był Ił-76 – pierwszy radziecki odrzutowiec transportowy. Wprowadzony w 1974 stał się podstawowym samolotem WDW i jest nią do dzisiaj. Jest w stanie na odległość 5 000 km. przenieść 225 spadochroniarzy wraz ze sprzętem ciężkim.

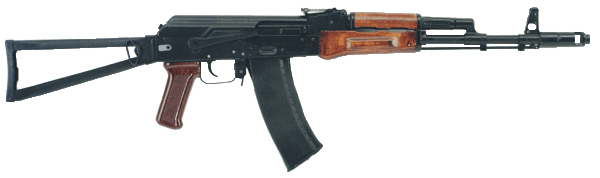
AKS-74 – podstawowa, ręczna broń strzelecka radzieckich, a następnie rosyjskich oddziałów WDW, opracowana specjalnie dla nich wersja AK-74

W 1932 armia radziecka, jako pierwsza na świecie zaczęła wykorzystywać szybowce desantowe. G-63 (17 żołnierzy i 500 kg. sprzętu) i G-64 (50 żołnierzy) biura konstrukcyjnego Pawła Grochowskiego były jednak konstrukcjami mało udanymi. Od września 1941 rozpoczęto produkcję seryjną pierwszych szybowców desantowych, były to RF-8 (Antonowa) i G-11 (Gribowskiego). W lecie 1942 rozpoczęto produkcję największego radzieckiego szybowca desantowego – KC-20. Kiepska jakość wykonania tych maszyn i priorytety dla produkcji samolotów, spowodowały, że maszyn tych wyprodukowano niewiele i były użyte w ograniczonym stopniu. Najbardziej udaną konstrukcją radziecką w tej dziedzinie był Jak-14, którego produkcję rozpoczęto w 1948 i który był ostatnim na świecie produkowanym seryjnie szybowcem bojowym. Ostatecznie z szybowców desantowych zrezygnowano w ZSRR na skutek złych doświadczeń anglo-amerykańskich z ich użycia podczas II wojny światowej.
Od połowy lat 50. radzieckie WDW zaczęły wykorzystywać pierwsze śmigłowce. Były to: największy produkowany wówczas na świecie Jak-24, mogący zabrać do 30 żołnierzy z wyposażeniem i wyposażony w tylną rampę załadunkową oraz o wiele bardziej udany Mi-4. Od 1964 radzieccy spadochroniarze zaczęli używać olbrzymiego Mi-6, pierwszego na świecie śmigłowca z napędem turbinowym, który wreszcie zapewnił im odpowiedni udźwig (60 żołnierzy i dwa działa ASU-57). W 1966 rozpoczęto w ZSRR seryjną produkcję Mi-8, który do dziś jest podstawowym śmigłowcem WDW (oraz całej armii rosyjskiej). Śmigłowce wykorzystywane przez WDW zapewniały tym oddziałom nie tylko mobilność, ale i wzmacniały ich siłę ognia. Ich użycie wprowadziło w ZSRR pojęcie oddziałów desantowo-szturmowych – jednostek desantowych przerzucanych za linię wroga przy pomocy śmigłowców.
.

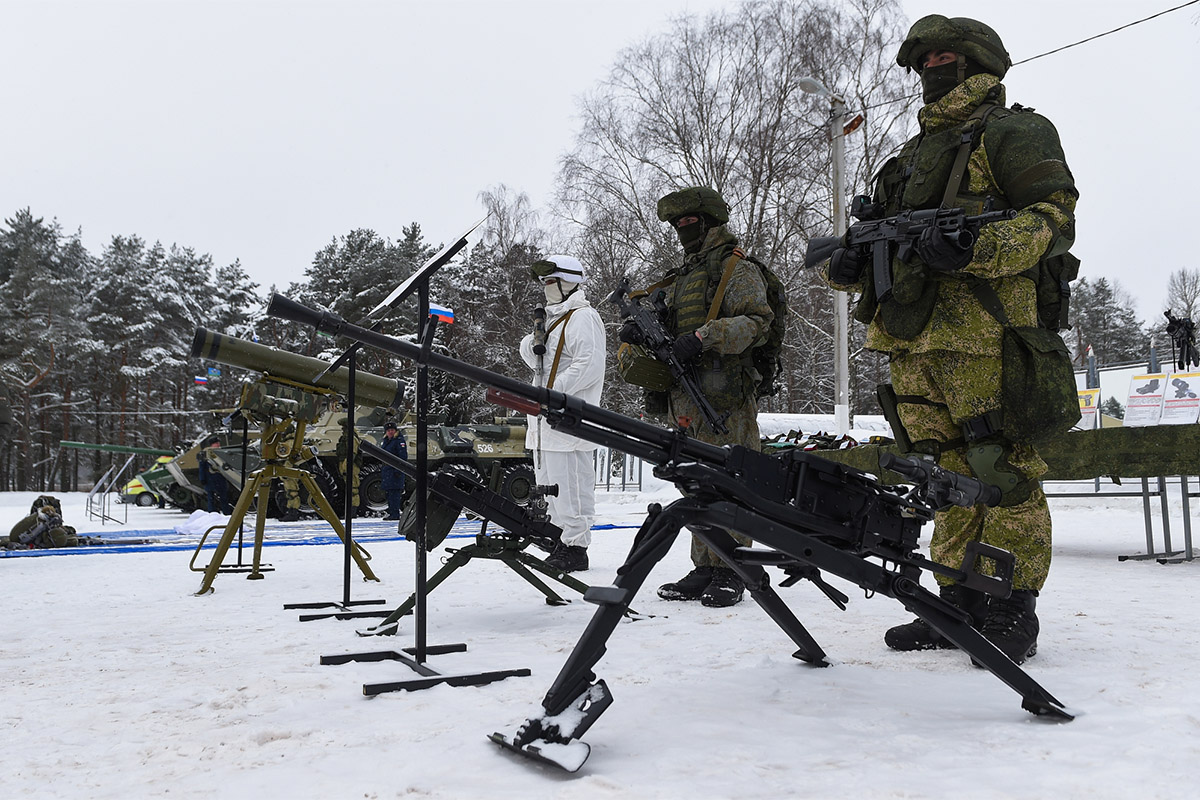
Standardowe wyposażenie rosyjskich oddziałów WDW na przykładzie ekspozycji 76 dywizji desantowo-szturmowej gw.
Żołnierze w różnych rodzajach uniformów maskujących – letnich i zimowych. Uzbrojeni w: AK-74M z podwieszanym granatnikiem GP-30 (pierwszy od prawej), km Pieczenieg z celownikiem optycznym (drugi od prawej), karabin wyborowy SWD (pierwszy z lewej). Przed nimi na rozkładanych podstawach (od prawej): wkm Kord, granatnik AGS-17, ppk Kornet. Na drugim planie – rozłożony zestaw spadochronowy i pojazdy pancerne (luty 2018)

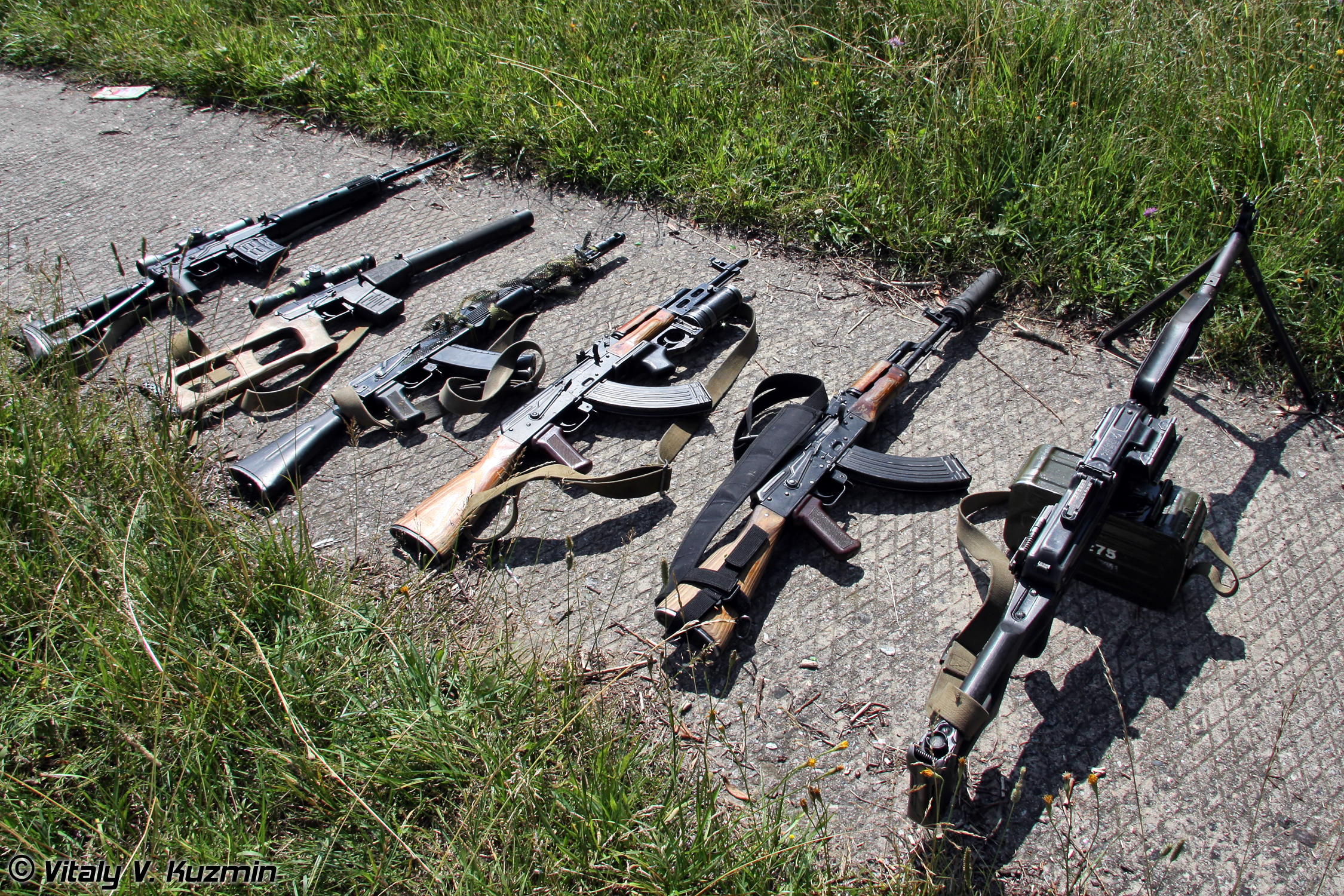
Standardowe uzbrojenie strzeleckie drużyny specnazu. Od lewej: karabin wyborowy SWD-S, karabin wyborowy Wintoriez, AK-74M, AK-47 z podwieszanym granatnikiem GP-30, AK-47 z tłumikiem dźwięku, km PKM (45 samodzielna brygada specnazu gw., 2011 rok)

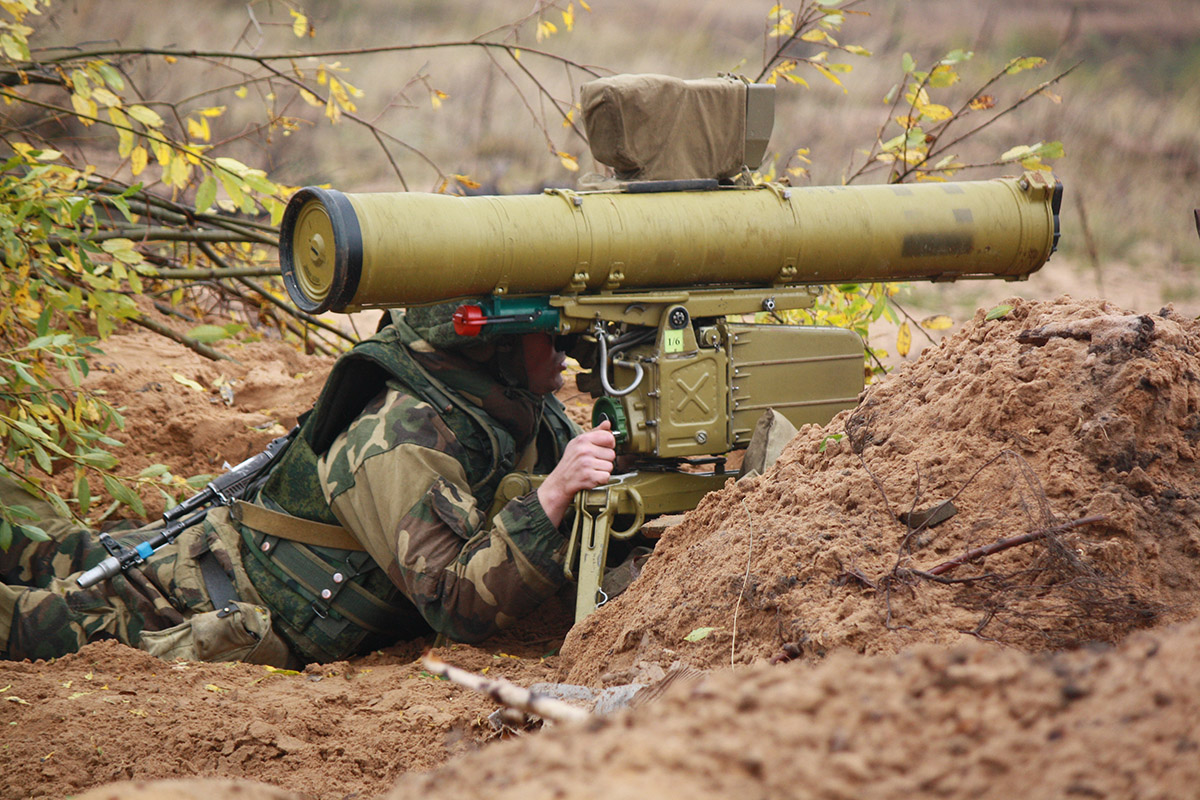
Rosyjski spadochroniarz z wyrzutnią ppk Konkurs

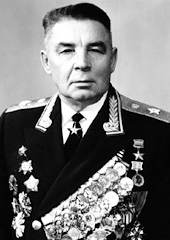
Wasilij Margiełow – najwybitniejszy dowódca rosyjskich wojsk powietrznodesantowych, ich twórca w obecnym, nowoczesnym kształcie

W 1940 radzieckie wojska spadochronowe zostały etatowo wyposażone w lekkie czołgi T-37 i T-40, działa p.panc. 45 mm, armaty 76 mm, moździerze 82 mm i wkmy 12,7 mm. Sprzęt ten miał być przerzucany na pole walki przy pomocy samolotów i szybowców lądujących na wcześniej opanowanych lotniskach. Aż do lat 50. broń znajdująca się na wyposażeniu WDW nie różniła się niczym od uzbrojenia zwykłych oddziałów piechoty radzieckiej. W 1951 rozpoczęto seryjną produkcję pierwszego pojazdu pancernego zaprojektowanego specjalnie dla WDW – ASU-57 było modyfikacją słynnego działa samobieżnego SU-76, ważyło zaledwie 3 t posiadało pancerz chroniący tylko przed ogniem broni ręcznej i działo kalibru 57 mm. Od 1961 zastępowano je 15-tonowymi ASU-85 z działem kal. 85 mm, mogącym zagrozić niemal każdemu czołgowi średniemu na świecie, o ile słabo opancerzony pojazd działał z zasadzki. Uzupełniał je pierwszy produkowany seryjnie radziecki przeciwpancerny pocisk kierowany 3M6 Trzmiel, montowany na ciężarówkach GAZ-69 i BRDM-1 oraz późniejszy 9M14 Malutka zainstalowany na BRDM-1 i BRDM-2. Od końca lat 50. siła ognia spadochroniarzy radzieckich została dodatkowo wzmocniona poprzez wprowadzenie na ich uzbrojenie wyrzutni granatów RPG-1, RPG-2 i RPG-7 oraz dział bezodrzutowych B-10 i B-11. Z czasem środki te uzupełniono wyrzutniami kierowanych pocisków przeciwpancernych Fagot, Konkurs, Kornet i Metys oraz PPZR Strieła-2. Na ich wyposażeniu znajdowały się konwencjonalne środki wsparcia artyleryjskiego, takie jak haubica 122-milimetrowa D-30 i działko plot. ZU-23-2. Pod koniec lat 60. rozpoczęto prace nad nowym pojazdem bojowym dla wojsk powietrznodesantowych. Był nim BMD-1 (Bojewaja Maszyna Diesantnaja) wzorowany na podstawowym pojeździe konwencjonalnej piechoty – BMP. Pojazd oznaczony jako BMP-1 wszedł na uzbrojenie w 1969 roku, ważył 7 ton, miał podobnie jak jego lądowy odpowiednik armatę gładkolufowa kal. 76 mm, wyrzutnię pocisków 9M14 Malutka i zabierał 8 ludzi. Jego wprowadzenie na uzbrojenie WDW było przełomem, ponieważ przekształcił on lekką piechotę w zmechanizowane oddziały szturmowe. Zapoczątkował całą rodzinę pojazdów BMD, której czwarty z kolei model (BMP-4M) jest od końca 2016 roku wprowadzany do uzbrojenia rosyjskich WDW. Od 1974 uzupełnia je pojazd BTR-D, który jest zmodyfikowaną wersją BMP-1. Mieści aż 13 żołnierzy i wraz z kilkoma specjalistycznymi odmianami umożliwił realne zmechanizowanie radzieckich spadochroniarzy. Jego najnowszą wersją, opartą na kadłubie BMP-4M, jest BTR-MDM „Rakuszka”. W 2020 roku park ten ma zostać uzupełniony o zupełnie nowy rodzaj pojazdu w rosyjskich WDW – produkowany specjalnie z przeznaczeniem do zrzutu ze spadochronem kołowy „modułowy pojazd specjalny” K-4386 „Taifun-WDW”. Zaledwie 11-tonowy i szybki (ponad 100 km\h) pojazd ma być dostępny w dwóch wersjach: rozpoznawczej i pomocy technicznej oraz mobilnej wyrzutni pocisków p.lot. krótkiego zasięgu, a w przyszłości prawdopodobnie również medycznej i dowodzenia. Sposobem na zwiększenia siły ognia radzieckich pojazdów powietrznodesantowych był haubico-moździerz 2S9 Nona-S kal. 120 mm wprowadzony do uzbrojenia WDW w 1981 roku. Ten stosunkowo niewielki pojazd, jak na wojska powietrznodesantowe dysponował potężną siłą ognia (jego armata mogła strzelać ogniem na wprost i razić cele z odległości 8–12 km.) i rozwijał dużą prędkość (60km./h). Od 2006 roku rosyjskie WDW używają pływającego niszczyciela czołgów 2S25 Sprut-SD, wyposażonego w armatę kalibru 125 mm i mogącego rozwinąć prędkość do 70 km/h. Radzieckie pojazdy bojowe przeznaczone dla wojsk powietrznodesantowych były jedynymi na świecie konstrukcjami zaprojektowanymi specjalnie dla wojsk powietrznodesantowych (nawet jeśli bazowały na istniejących już projektach). Inne armie, używały jedynie pojazdów zmodyfikowanych lub po prostu przystosowanych, takich jak np. amerykański M22 Locust i M551 Sheridan lub brytyjski Tetrarch. Desantowanie tych pojazdów drogą powietrzną przekraczało jednak możliwości lotnictwa armii zachodnich (żaden z nich nie mógł być zrzucany na spadochronie). W 1973 przeprowadzono w ZSRR pierwszą udaną próbę desantu spadochronowego ciężkiego sprzętu z załogą wewnątrz pojazdu.
W połowie lat 70. XX w. radzieckie wojska powietrznodesantowe, były w pełni zmechanizowanymi oddziałami piechoty, dysponującymi stosunkowo dużą siłą ognia i wydajnym transportem lotniczym. Stały się elementem radzieckiej, globalnej doktryny wojennej, zakładającej prowadzenie działań zbrojnych poza tradycyjnymi teatrami wojny, podobnie jak czyniły to Stany Zjednoczone za pomocą swojego korpusu piechoty morskiej.
Do lat 50. uzbrojenie strzeleckie WDW nie różniło się od uzbrojenia zwykłej piechoty. Pozostaje tak do dzisiaj, jednak wraz z wprowadzeniem na uzbrojenie armii radzieckiej karabinu AK w 1949, pomyślano również o jego wersji ze składaną, metalową kolbą – AKS, przeznaczoną specjalnie dla wojsk powietrznodesantowych. Wraz z zastępowaniem podstawowej wersji AK-47 nową konstrukcją AK-74, wprowadzono również jego powietrznodesantowy odpowiednik – AKS-74. Obecnie, wielokrotnie modyfikowany i produkowany w kilku wersjach, wciąż pozostaje on podstawową bronią ręczną rosyjskich WDW. Podobnie rzecz się miała w wypadku najbardziej rozpowszechnionego na świecie środka zwalczania pojazdów pancernych – radzieckiego RPG-7. W 1961 roku na uzbrojenie WDW wprowadzono specjalnie zmodyfikowaną (rozkładana na dwie części wyrzutnia ułatwiająca transport, oparta na rozkładanym dwójnogu, umożliwiającym precyzyjne celowanie w pozycji leżącej) dla potrzeb tego rodzaju wojsk wersję RPG 7-D. Również podstawowy karabin wyborowy armii radzieckiej SWD doczekał się swojej powietrznodesantowej wersji. W połowie lat 90. na uzbrojenie jednostek WDW wprowadzono SWD-S – karabin ze skróconą lufą i odejmowaną kolbą. Od końca lat 80. uzupełnieniem broni snajperskiej WDW jest karabin Wintoriez – specjalistyczna broń przeznaczona głównie dla jednostek specnazu oraz jego rozwojowa wersja (wprowadzana od roku 2005), karabin Wychłop.
Umundurowanie rosyjskich spadochroniarzy, jak każdej elitarnej formacji na świecie, różni się od umundurowania pozostałych jednostek armii ich kraju. Jest ono jednak pod wieloma względami nietypowe. Jego cechą charakterystyczną jest marynarski podkoszulek w biało-niebieskie pasy, będący wynikiem istniejącego w tradycji sił zbrojnych ZSRR kultu spieszonych oddziałów marynarzy Floty Bałtyckiej biorących udział w obronie Piotrogrodu w czasie wojny domowej i Leningradu podczas II wojny światowej. W WDW „zaszczepił” je gen. Margiełow, który w czasie wojny dowodził takimi oddziałami podczas obrony Leningradu i bardzo wysoko je oceniał. Pomysł wyposażenia radzieckich spadochroniarzy w berety, nakrycie głowy typowe dla niemal wszystkich formacji spadochronowych na świecie, wyszedł w 1967 roku od rosyjskiego artysty wojskowego Aleksandra Żuka. Podobnie jak oddziały spadochronowe w USA i Wielkiej Brytanii miały kolor szkarłatny i po raz pierwszy publicznie zostały zaprezentowane w czasie defilady z okazji 50. rocznicy „Wielkiej Rewolucji Październikowej”. Zniknęły rok później, najprawdopodobniej dlatego, że zbyt przypominały „styl natowski”. Zastąpiono je w 1968 beretami w kolorze chabrowym i odtąd są one najpopularniejszym elementem umundurowania radzieckich spadochroniarzy, zwanych potocznie „niebieskimi beretami”. Podobnie jak i inne jednostki spadochronowe na świecie, żołnierze WDW najczęściej używają mundurów maskujących i występują w nich nawet na oficjalnych uroczystościach. W odróżnieniu jednak od ich kolegów z Zachodu, bluzy noszą wpuszczone w spodnie, a nie na wierzchu.

## Dowódcy
- gen. Wasilij Głazunow (1941-1943);
- gen. Aleksander Kapitochin (1943-1944);
- gen. Iwan Zatiewachin (1944–1946);
- gen. Wasilij Głagoliew (1946-1947);
- gen. Aleksander Kazankin (1947–1948, 1949-1950);
- gen. płk Siergiej Rudienko (1948-1949);
- gen. Aleksander Gorbatow (1950-1954);
- gen. armii Wasilij Margiełow (1954-1959, 1961-1979);
- gen. Iwan Tutarinow (1959-1961);
- gen. płk Dmitrij Suchorukow (1979-1987);
- gen. płk Nikołaj Kalinin (1987-1989);
- gen. płk Władisław Aczałow (1989-1990);
- gen. por. Pawieł Graczow (1990-1991);
- gen. Jewgienij Podkołzin (1991-1996);

Za najwybitniejszego dowódcę w historii WDW uważny jest gen. armii Wasilij Margiełow. Dowodził on WDW przez blisko 25 lat i przyczynił się do ich burzliwego rozwoju. Okres kiedy pełnił swoją funkcję (1954-1979) w literaturze przedmiotu uważny jest za „złote lata radzieckich WDW”, a on sam często określany jest jako rzeczywisty twórca WDW w nowoczesnym ich kształcie.

## Szkolenie

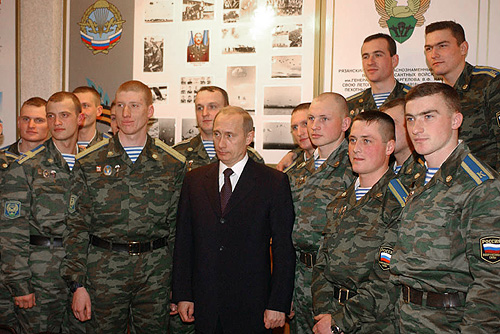
Władimir Putin w otoczeniu kadetów oficerskiej szkoły powietrznodesantowej w Riazaniu

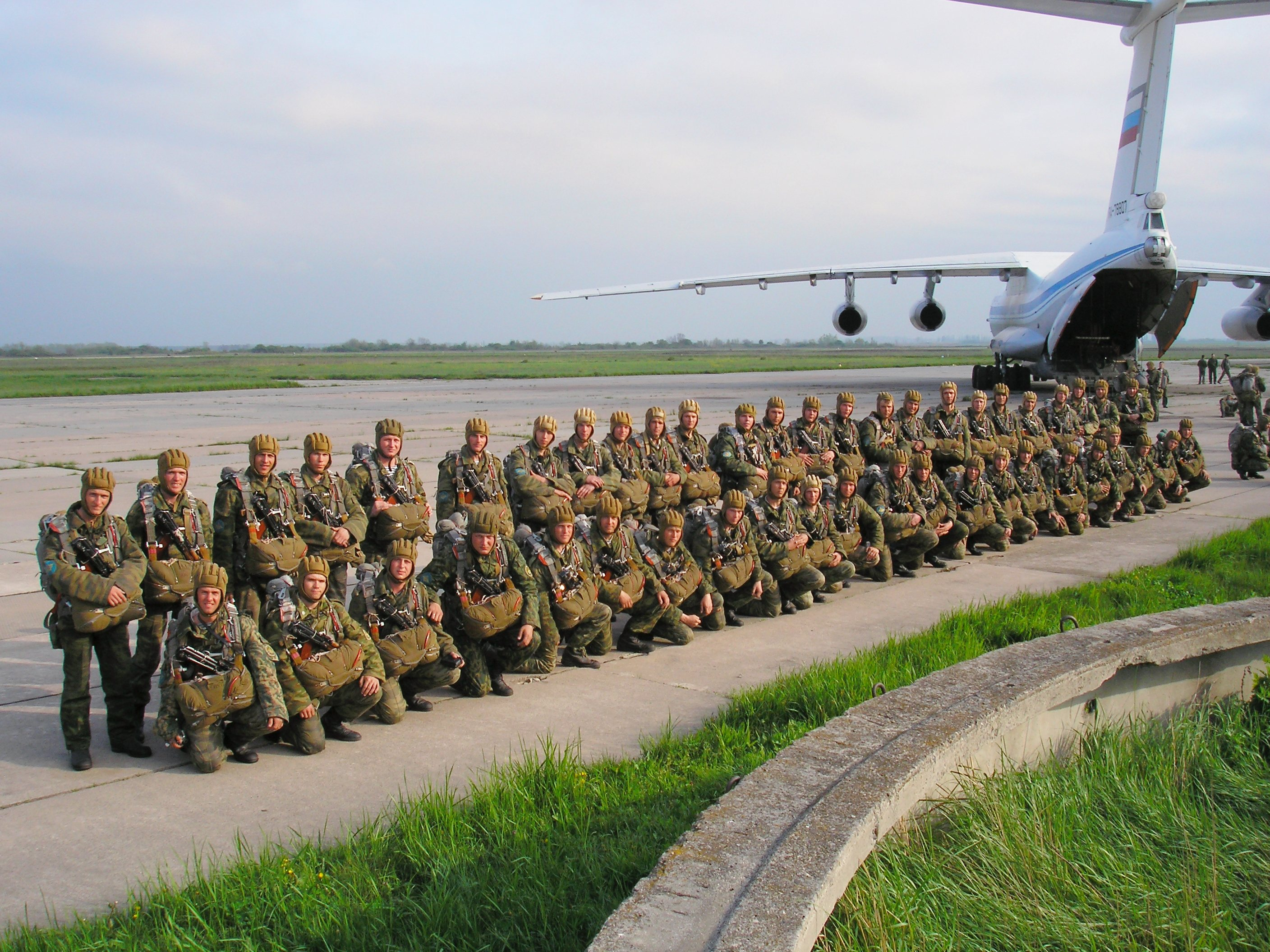
Kadeci fakultetu powietrznodesantowego Riazańskiej Wyższej Szkoły Dowódczej Wojsk Łączności przed skokiem treningowym. Na swoich mundurach obok emblematu uczelni (na lewym rękawie) noszą niebieską oznakę wojsk powietrznodesantowych (rękaw prawy)

Kuźnią kadr najpierw radzieckich a później rosyjskich WDW jest Wyższa Szkoła Dowódcza Wojsk Powietrznodesantowych w Riazaniu. Założona w 1964 roku, w czasach ZSRR imienia Leninowskiego Komsomołu, od 1996 nosi imię gen. W.F. Margiełowa. Jej słuchacze to głównie absolwenci kilku szkół kadetów im. Suworowa. Od 1972 roku podoficerów WDW kształci Szkoła Chorążych Nr 332 w Moskwie. Podstawowe, specjalistyczne szkolenie żołnierze WDW przechodzą w Centrum Szkoleniowym Nr 242 w Omsku.
Specjalistów dla WDW na specjalnych powietrznodesantowych fakultetach kształcą również niektóre rosyjskie szkoły oficerskie. Istnieją bądź istniały one przy: Riazańskiej Wyższej Szkole Samochodowo-Inżynieryjnej, Riazańskiej Wyższej Szkole Dowódczej Wojsk Łączności, Noworosyjskiej Wyższej Szkole Wojskowo-Politycznej, Kołymskiej Wyższej Szkole Dowódczej Artylerii, Leningradzkiej Wyższej Szkole Dowódczej Obrony Przeciwlotniczej. Większość tych fakultetów rozwiązano wraz z likwidacją tych uczelni w związku z reformą armii rosyjskiej na początku XXI w.